# Franz Schwarz (Bildhauer)
 Franz Joseph Schwarz (* 27. Mai 1841 in Spittelgrund, Böhmen; † 27. Oktober 1911 in Dresden) war ein deutsch-böhmischer Bildhauer.

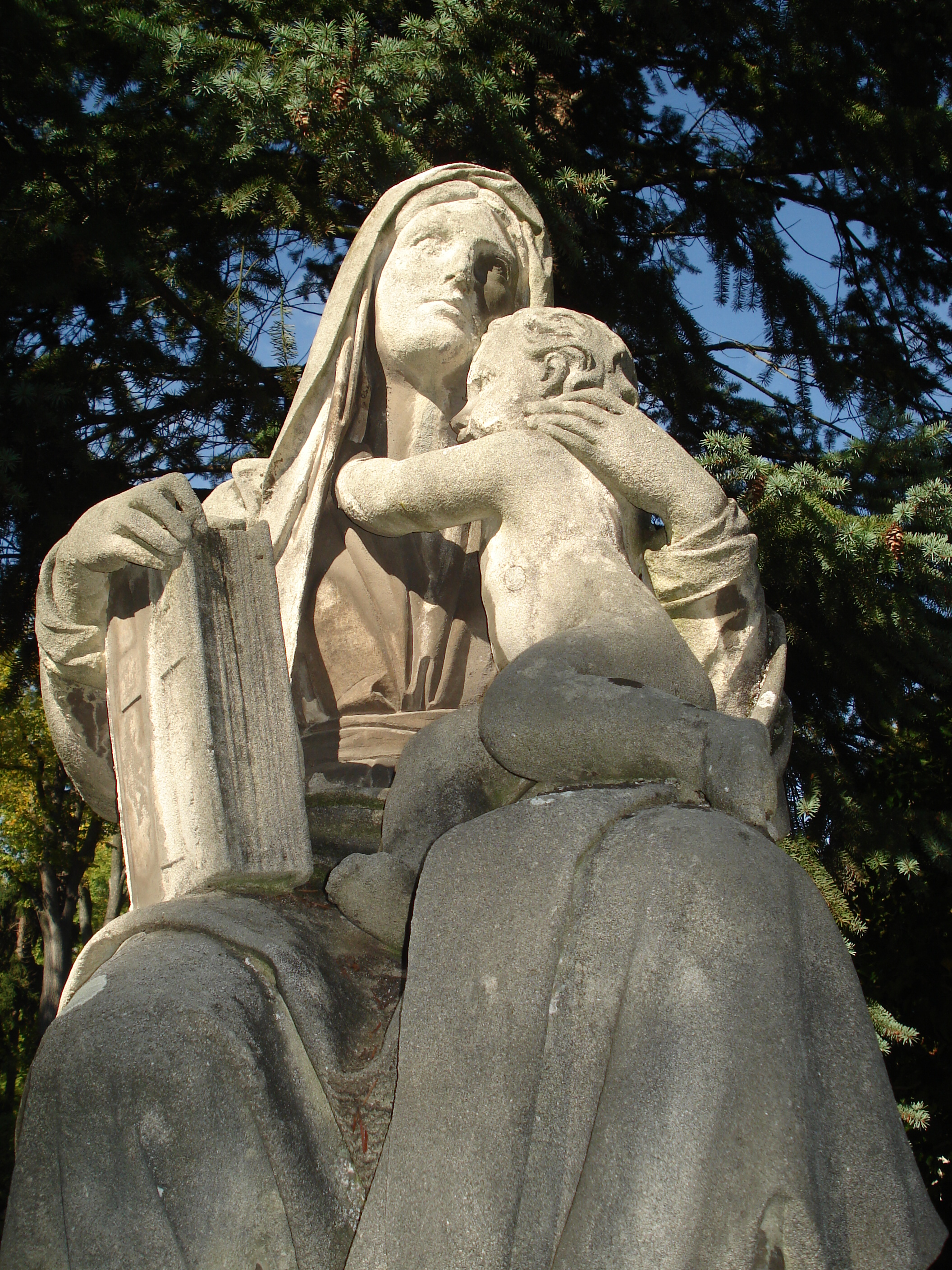
Grabstein der Familie Franz Schwarz auf dem Johannisfriedhof von Dresden-Tolkewitz

## Leben
Franz Schwarz wurde in Spittelgrund Nr. 3 bei Grottau an der Neiße in Nordböhmen geboren. Er war der erste Sohn des Feldgärtners Wenzel Schwarz und der Anna Bernert. Er wurde im römisch-katholisch Glaubensbekenntnis in der Pfarrkirche St. Bartholomäus zu Grottau getauft. Es waren fünf Brüder der 16 Kinder, welche künstlerische Berufe innehatten. Vier waren im Bildhauer-Gewerbe tätig, wovon neben Franz Schwarz die bekanntesten Anton Schwarz und Adolf Schwarz waren. Sein Bruder Wenzel Schwarz war Historienmaler, Portraitmaler und Glasmaler. Der Bischof von Dresden-Bautzen, ihr Onkel und Taufpate Franz Bernert, finanzierte und förderte ihre Ausbildung und sorgte für ein Studium.
Franz Schwarz war verheiratet mit Antonia Schubert (geb. 1843). Beide hatten drei Kinder sowie fünf Enkelkinder.
Er kam vermutlich 1860 nach Dresden und studierte an der dortigen Kunstakademie.
Er wohnte erst in der Flemmingstr. 4, ab 1874 in der Elistenstr. 10 und ab 1876 in der Elisenstraße 37 und ab 1897 in Nr. 49 bis zu seinem Tode 1911. In seinen Atelier, welches auch seinen Namen trug, arbeitete nachweislich auch sein Bruder Joseph Schwarz bei ihm lange Zeit mit. Vermutlich arbeiteten auch die Brüder Anton Schwarz und Adolf Schwarz am Anfang ihrer Bildhauerkarriere im gleichen Atelier. Später gründeten sie ihr eigenes Atelier "Gebrüder Schwarz" bzw. nach dem Tod von Anton 1905 nur noch Atelier "Adolf Schwarz".
Die letzte Ruhestätte von Franz Schwarz befindet sich auf dem Friedhof Tolkewitz in Dresden. Sie ist geschmückt mit einem seiner Werke Maria mit Kind.

## Wirken
Franz Schwarz war neben seinen Brüdern Adolf & Anton Schwarz einer der einflussreichen lokalen Bildhauer aus Böhmen in der 2. Hälfte des 19. Jh. Seine Werke sind in Deutschland und Tschechien weit verbreitet gewesen. Einige Werke schafften es bis nach England, Lettland & Russland. Dabei thematisierten seine besten Werke häufig religiöse Motive.
Seine bildhauerische Karriere begann sicherlich mit der Figurengruppe Vier Tageszeiten für die Freitreppe der Brühlschen Terrasse nach einem Entwurf von Johannes Schilling, dessen Schüler Franz Schwarz war. Die "Vier Tageszeiten" wurden 1869 auf der Wiener Kunstausstellung mit dem 1. Preis ausgezeichnet. In den "Autographen insbesondere sächsischer Bildhauer und Maler" steht über Franz Schwarz u. a. "Er selber modellierte nicht, seine Arbeiten in Marmor etc. sind aber ganz vorzüglich."
Zwischen den Schwarz Brüdern gab es einige Kooperationen. Zum Beispiel stammen einige Entwürfe für Skulpturen von Franz Schwarz vom Bruder Wenzel Schwarz, der als Historienmaler tätig war. Nicht immer ist das Wirken der Brüder dabei eineindeutig zuzuordnen, zumal viele Denkmäler, Quellen und Belege in den beiden Weltkriegen verloren gingen.

## Werke

### Werke bis 1869
- 1868: Vier Tageszeiten in Dresden: Die Sandsteinskulpturen standen ursprünglich an der Brühlschen Terrasse an der Haupttreppe. Sie wurden von Franz Schwarz nach einem Entwurf von Johannes Schilling ausgeführt. 1898 sind die Originale an Chemnitz verschenkt worden. Erst 1908 fand aber der Transport statt, womit dann in Dresden die neuen Bronzeabgüsse platziert worden.[12][13]
- 1869: Cholerabrunnen in Dresden: Maßgebliche Beteiligung an Restauration und Versetzung des Cholerabrunnens in Dresden[14][15]
- 1869: Grabmal Neuer Friedhof Grottau, Westwand (bereits Anfang 20. Jh. aufgelassen): Figur des segnenden Christus. Signierung Franz Schwarz, Dresden.[16] Ob das Grabmal noch erhalten ist, ist sehr fraglich.

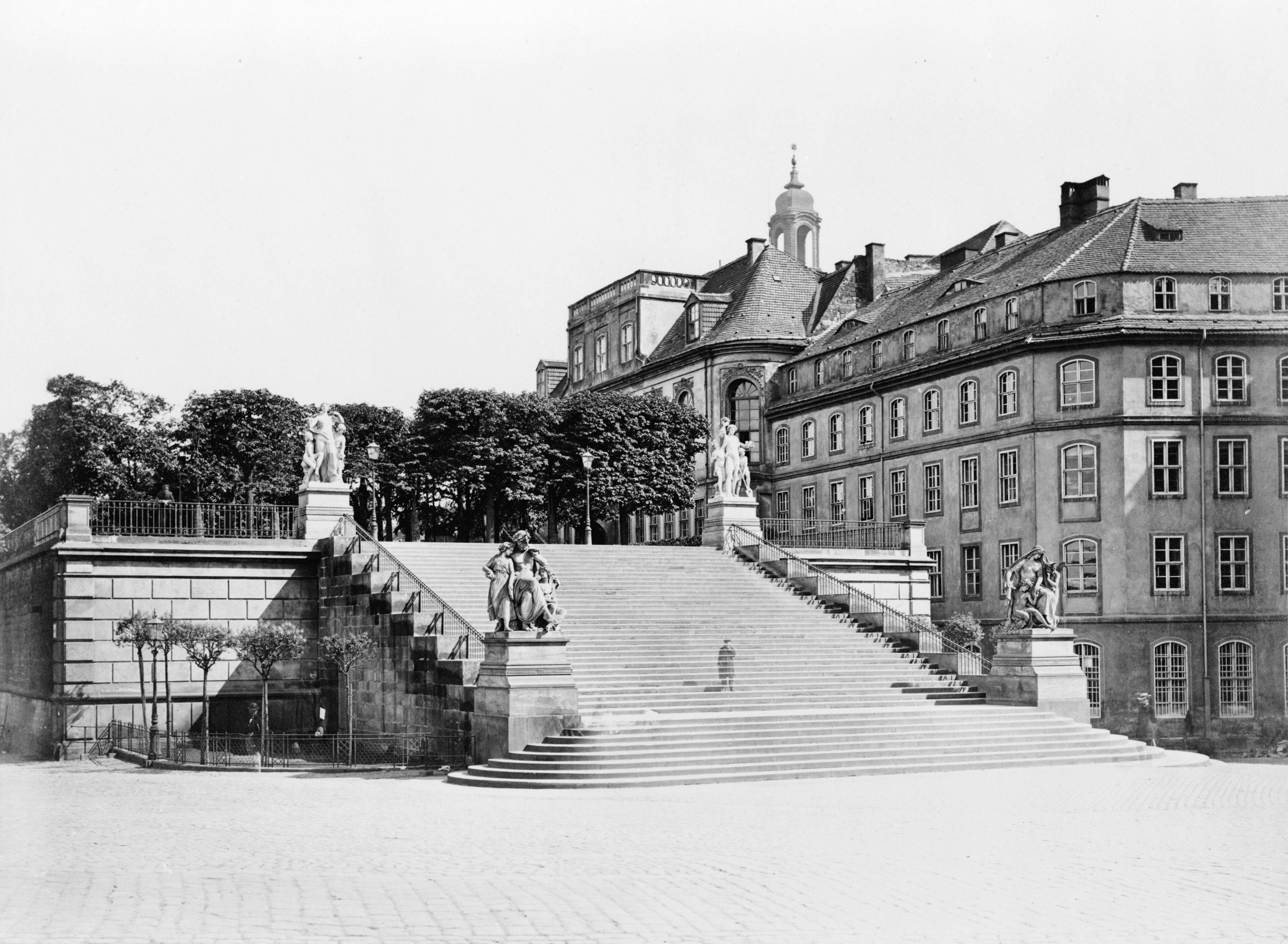
Vier Tageszeiten, Bild 1880, Dresden
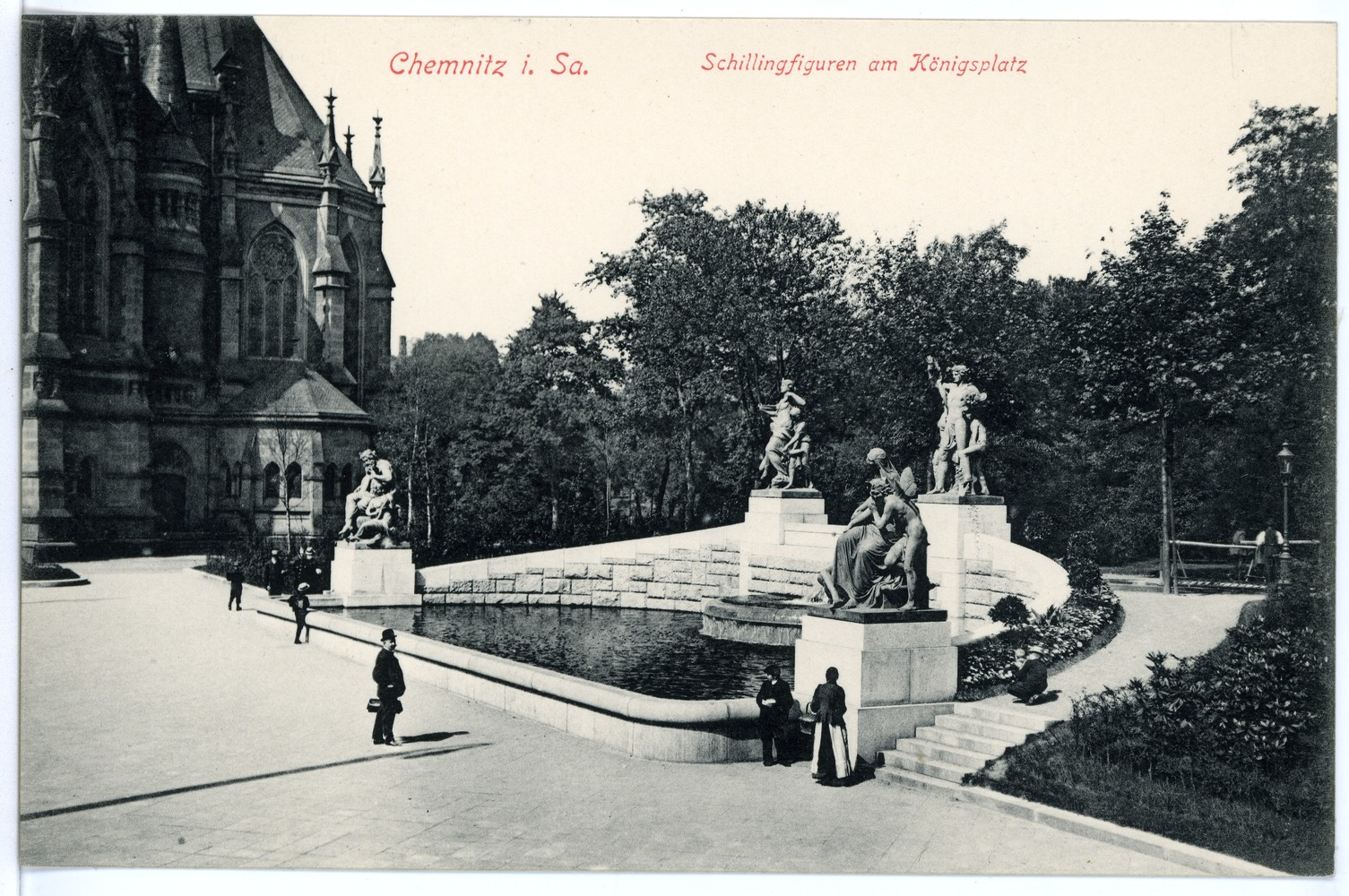
Vier Tageszeiten, Bild 1913, Chemnitz
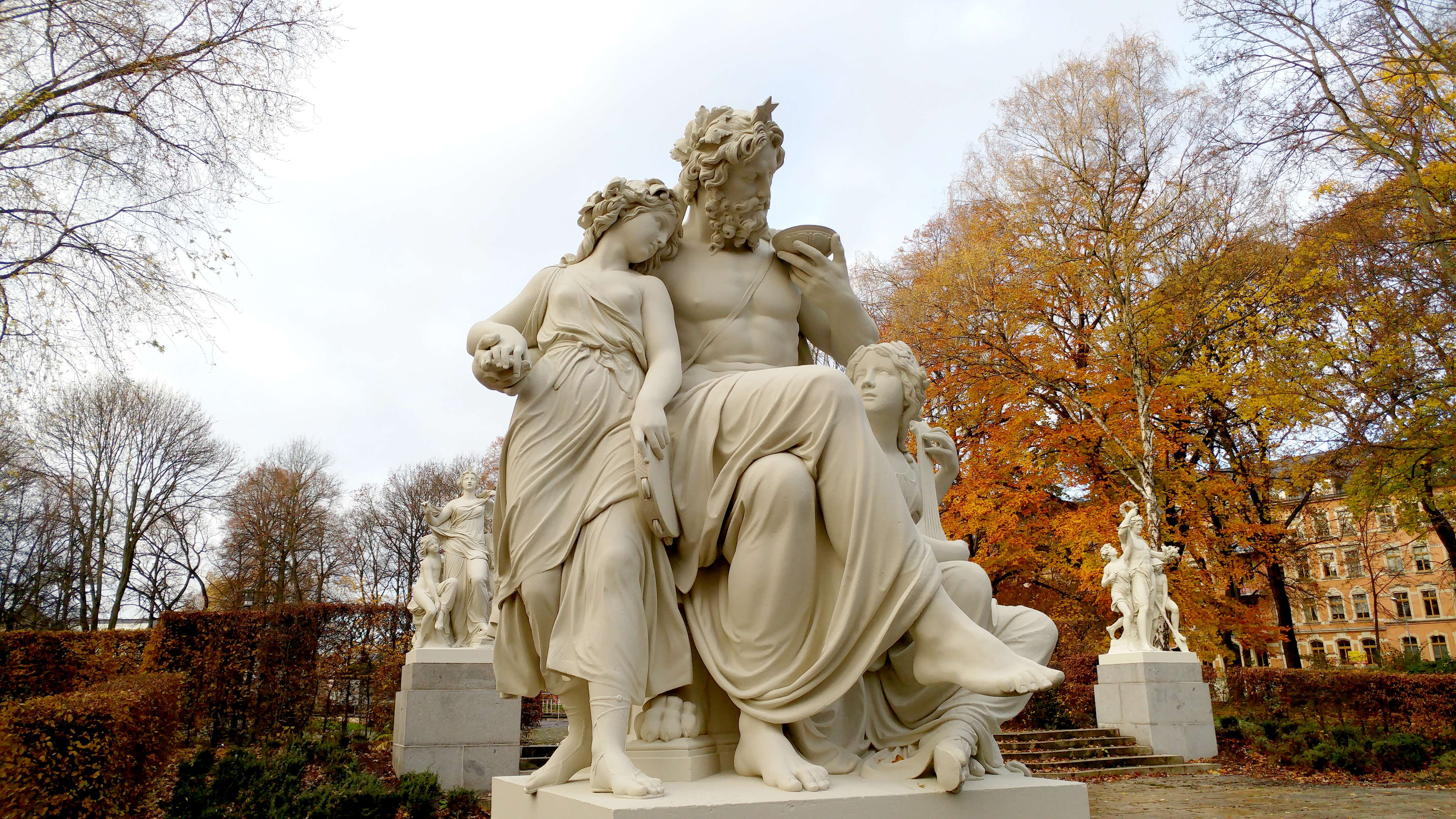
Vier Tageszeiten, Chemnitz, Skulptur "Der Abend"
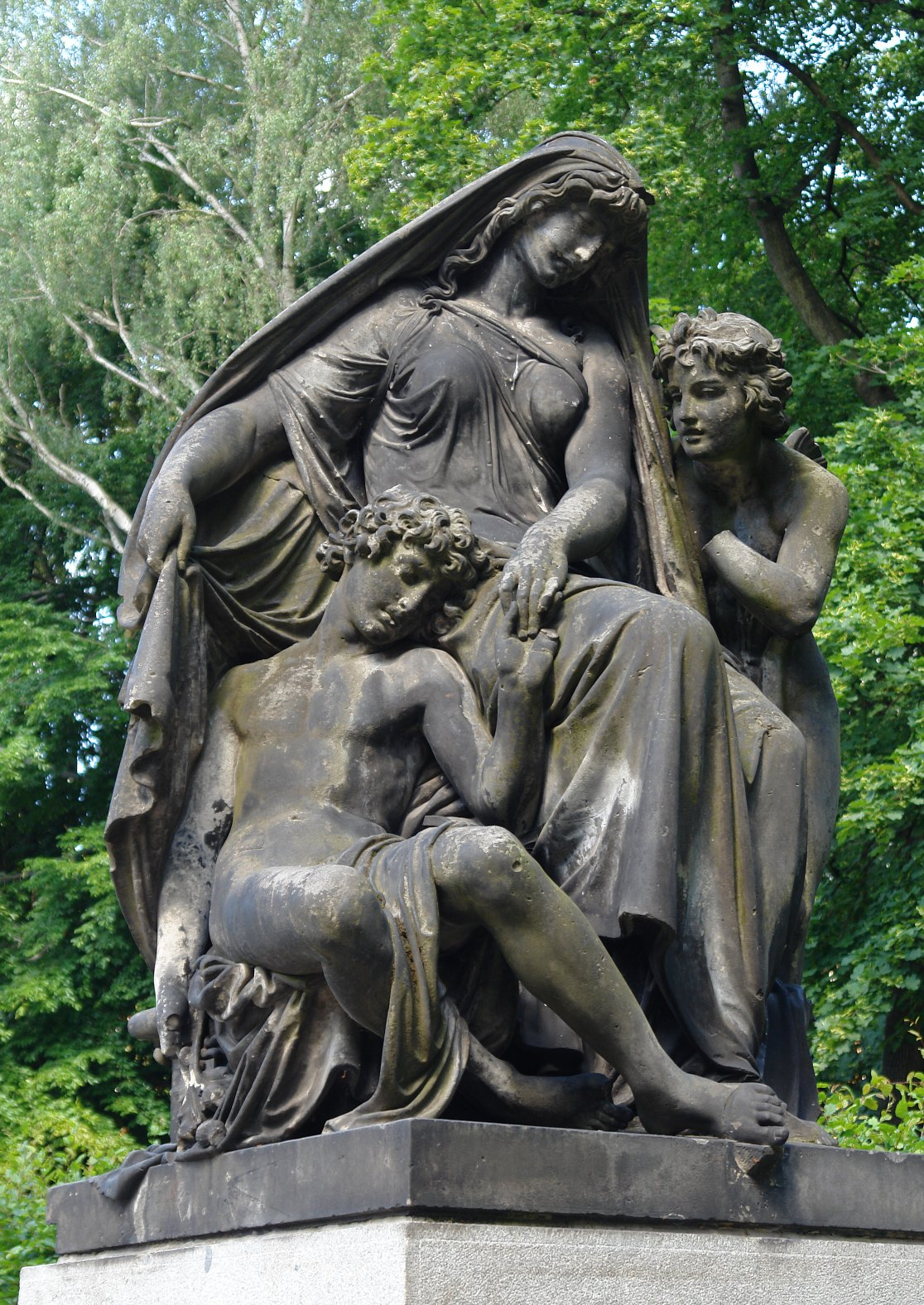
Vier Tageszeiten, Chemnitz, Skulptur "Die Nacht"

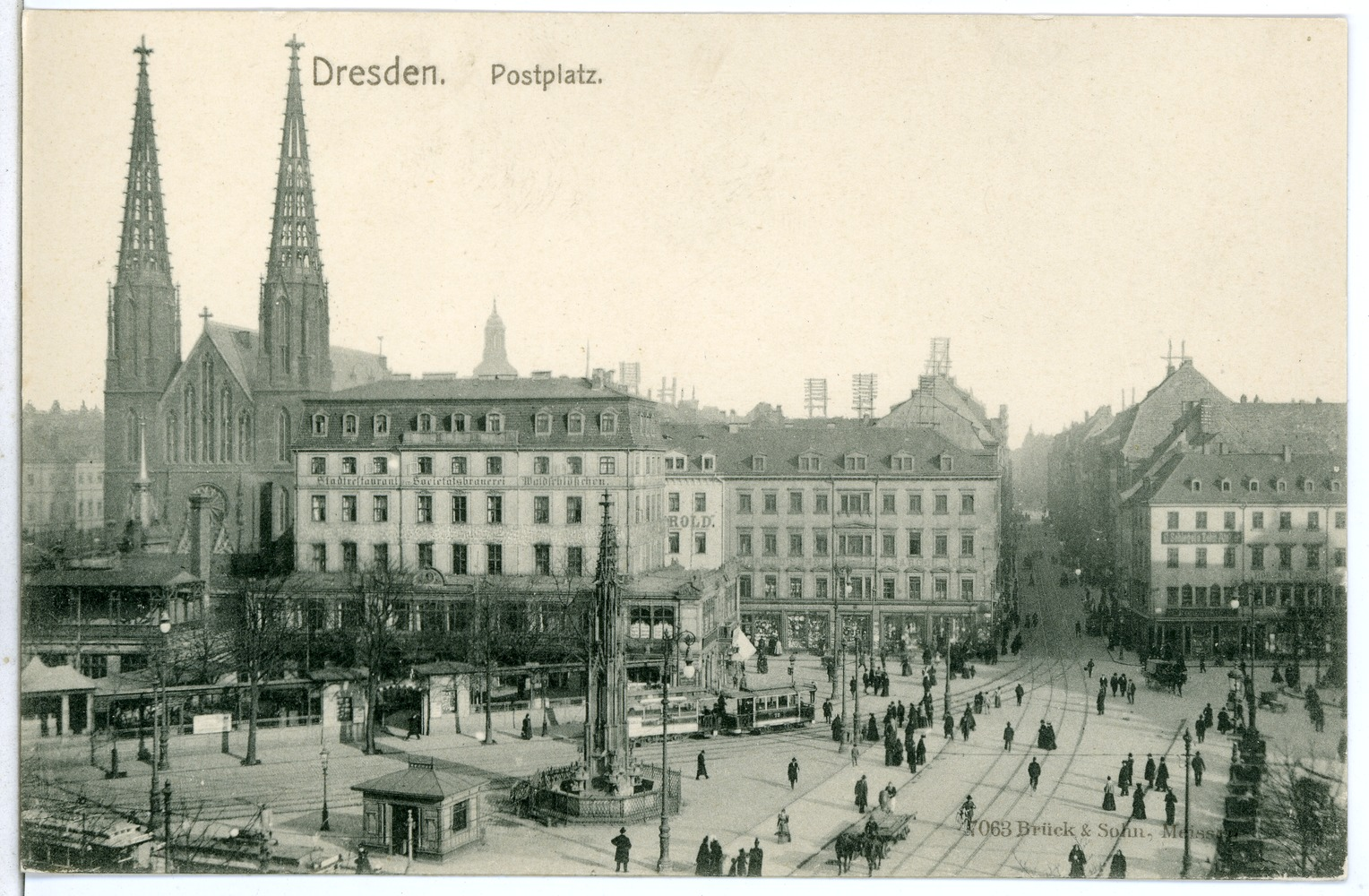
Cholerabrunnen, 1906, Postplatz
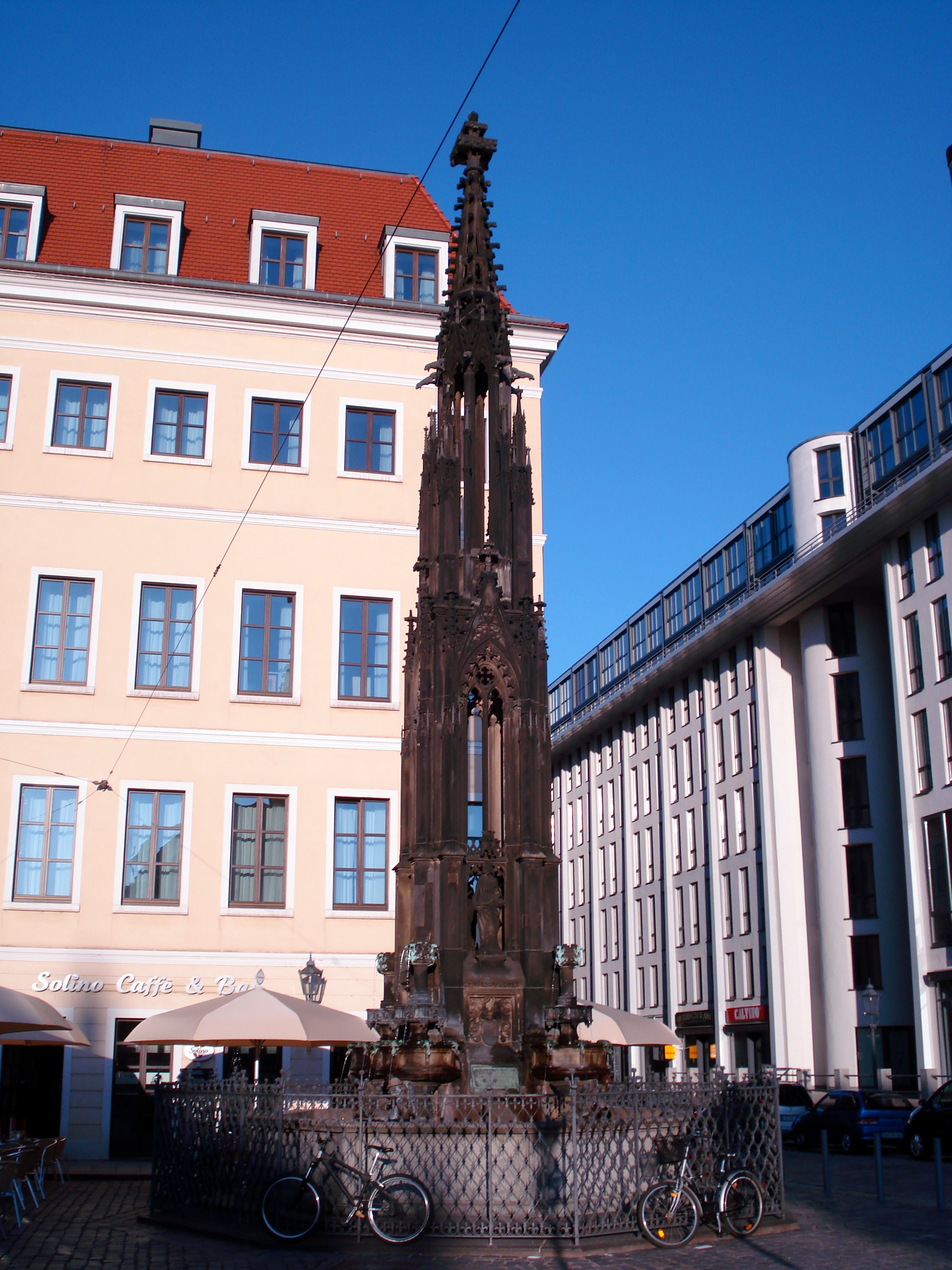
Cholerabrunnen, Dresden
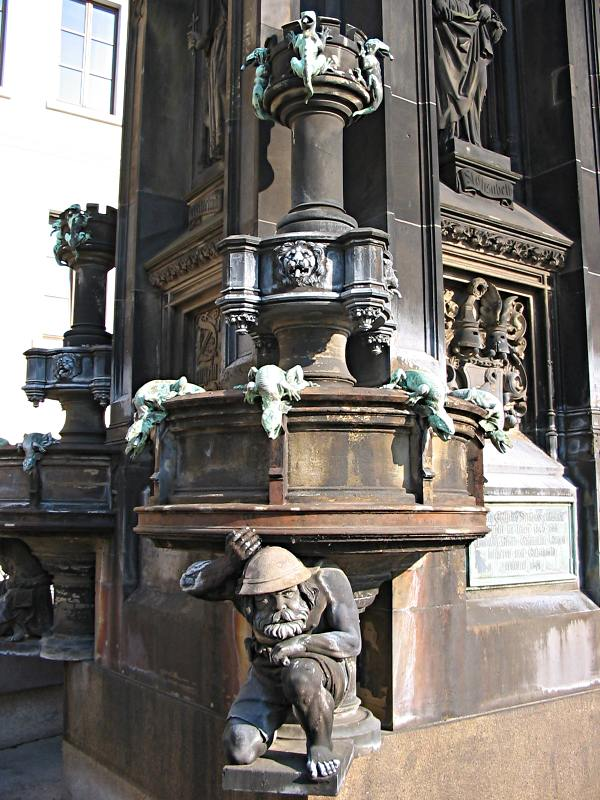
Cholerabrunnen, Detailansicht Zwerg getragener Eckturm
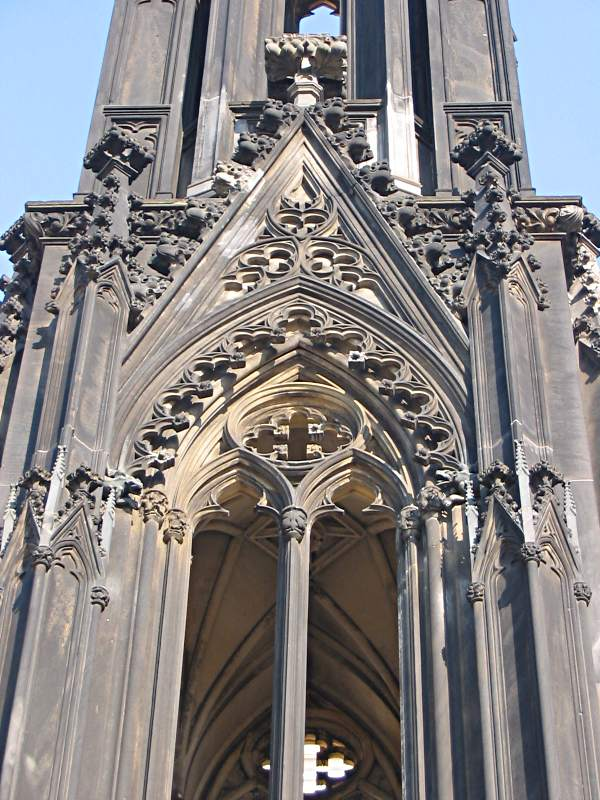
Cholerabrunnen, Detailansicht Säulen, Spitzbögen, Fenstern, Gewölbe

### Werke ab 1870
- 1870: Gedenkkreuz zu Ehren Prinzessin Amalie, Herzogin von Sachsen in Dresden-Friedrichstadt: Dieses Kruzifix aus Marmor, welches an der Kapelle des alten katholischen Friedhofs an der rechten Seite steht, ist von Franz Schwarz nach einem Entwurf von Prof. Fritzsche gestaltet wurden.[17]
- 1870: Zwei Genien als Marmorrelief für ein Grabdenkmal, ausgestellt 1870 in der Königlichen Akademie der bildenden Künste in Dresden zur alljährlichen Kunstausstellung[18]
- 1870: Marmorfigur König David für das Mausoleum zu Frogmore, London: Der Entwurf stammt von Prof. Rentzsch.[19][1]
- 1871: Marmor-Figurengruppe Verwundeten Krieger in Pflege einer barmherzigen Schwester für Schloss Ofen (heute Buda bzw. Budapest). Das Modell stammt von Wilhelm Schwenk.[20][21][22]
- 1873: Skulpturen auf dem Familiengrab Schmitt Friedhof Böhmisch-Aicha: Der Bau des Familiengrabes von Schmitt (auch als Mausoleum bezeichnet) erfolgt gemeinsam mit der Dreifaltigkeitskirche Dominante des Ceskodubský-Friedhofs. Es wurde 1872–73 vom Liberecer Baumeister Gustav Sachers erbaut. Der bildhauerische Schmuck stammt von Franz Schwarz. Im unteren vertieften Teil mit der Außenseite gibt es eine Krypta mit Särgen, darüber liegt eine Kapelle auf einem quadratischen Pudor. Es gibt zwei Treppen mit skulpturaler Dekoration. Das Gesims wird von Konsolen getragen. Das Gebäude ist mit einer achteckigen Kuppel mit einer Laterne fertiggestellt, die mit einem subtilen Dach in Form gekrönt ist. Die drei Seiten des Grabes sind mit Säulen versehen, die vierte Seite gegenüber dem Eingang ragt in den Himmel. In dieser Wand ist ein Fenster mit Buntglasverzierung eingelassen. An den zwei gegenüberliegende Seiten befinden sich eine Engelsstatue und einer Frauenfigur mit Lorbeerkranz verziert. An der Treppe vor dem Eingang ist eine Statue einer sitzenden Madonna mit einem Buch in der Hand und einem Anker zu ihren Füßen.[23][24][25][26] (Dieselbe Figur befindet sich auch am Grabe von Franz Schwarz in Dresden Tolkewitz.)
- 1874: Zwei Karyatiden: Die Entwürfe stammen von Prof. Echtermeyer. Die Karyatiden wurden am Portal der Neuen Gemäldegalerie in Kassel aufgestellt und sind noch sehr gut erhalten.
- 1875: Büste von J. W. Goethe und F. Schiller im Podješted-Museum in Böhmisch-Aicha: Aus der originalen Sammlung bildhauerischer Werke im Böhmerwald im Podješted-Museum (Podještedském muze). Seine Arbeit im Dienst der Ceskodub-Fabrik (ceskodubských továrníku) ist mit dem Namen von Franz Schwarz mit Böhmischer Eiche mit diesen Skulpturen verbunden.[27]
- 1875: Acht Sandsteinfiguren für die Villa Hartmann in Dresden Laubegast: Die streng symmetrische Villa, deren Fassaden vollständig aus Sandstein ausgeführt wurden, ist fünfachsig aufgebaut, wobei drei Fensterachsen die Mittelrisalite bilden. Diese werden durch Dachausbauten mit Sandsteinfiguren zusätzlich betont. Die Sandsteinfiguren wurden von Prof. Rentzsch entworfen und vom Bildhauer Franz Schwarz ausgeführt.
- 1875: Trauernde auf dem Alten Annenfriedhof Dresden: Das Motiv nach Robert Henze wurde hier in Sandstein für das Grabmonument des Robert Bernhardt ausgeführt.
- 1876: Statue Griechenland: Dieser Entwurf stammt von Prof. Echtermeyer und ist Teil der Acht von ihm geschaffenen Idealfiguren der kunstübenden Länder. Sie besteht aus Carrara-Marmor. Die Statue war ursprünglich im Treppenhaus der Neuen Gemäldegalerie in Kassel aufgestellt. Eine Zeitlang verblieb sie später im Depot, wurden jedoch mit den anderen Länderstatuen 2014 restauriert und neu aufgestellt.[28]
- 1876: Friedensengel, Grabmal der Familie Carl Grohmann, Friedhof von Lindava (Lindenau), OT von Cvikov (Zwickau in Böhmen): Ausgeführt in Sandstein hat Franz Schwarz hier den Entwurf von Wenzel Schwarz und Robert Henze.[29][30]
- 1876: Altarrelief "Jesus heilt den Gichtbrüchigen" in der Lukaskirche Zwickau/Planitz: Die Lukaskirche selbst wurde von Ludwig Gotthilf Möckel entworfen. Der Reliefentwurf stammt von Oskar Rassau und die Ausführung in französischen Kalkstein übernahm Franz Schwarz. Es war ein Geschenk des Zehntenverbandes von Niederplanitz.[31][32]
- 1879: Trauernde: Hier wurde die weibliche Figur nach  Robert Henze in weißem Marmor (ca. 1,70 m) ausgeführt. Sie befand sich bis 2010 im Familiengrab Städel (Gruft 40) des Frankfurter Hauptfriedhofs. Bei der Beräumung der Gruft 2010 war der Kopf wahrscheinlich schon nicht mehr vorhanden. Der Torso der Figur wurde offenbar eine Gruft weiter geschoben und befindet sich heute in der Gruft von Konstanze Du Fay, geb. Lutheroth (Gruft 41). Signatur am Sockel "Gebrüder Schwarz, Dresden". Interessanterweise gibt es mehrere Ausführungen der Figur. Eine weitere befindet sich in Löbau auf dem Familiengrab der Textilfabrikantenfamilie Rönsch.[33][34][35]
- 1879: Zwei Statuen vor dem Portal des Herzoglichen Museums Gotha: Dargestellt wird links die Geschichte und rechts die Architektur.

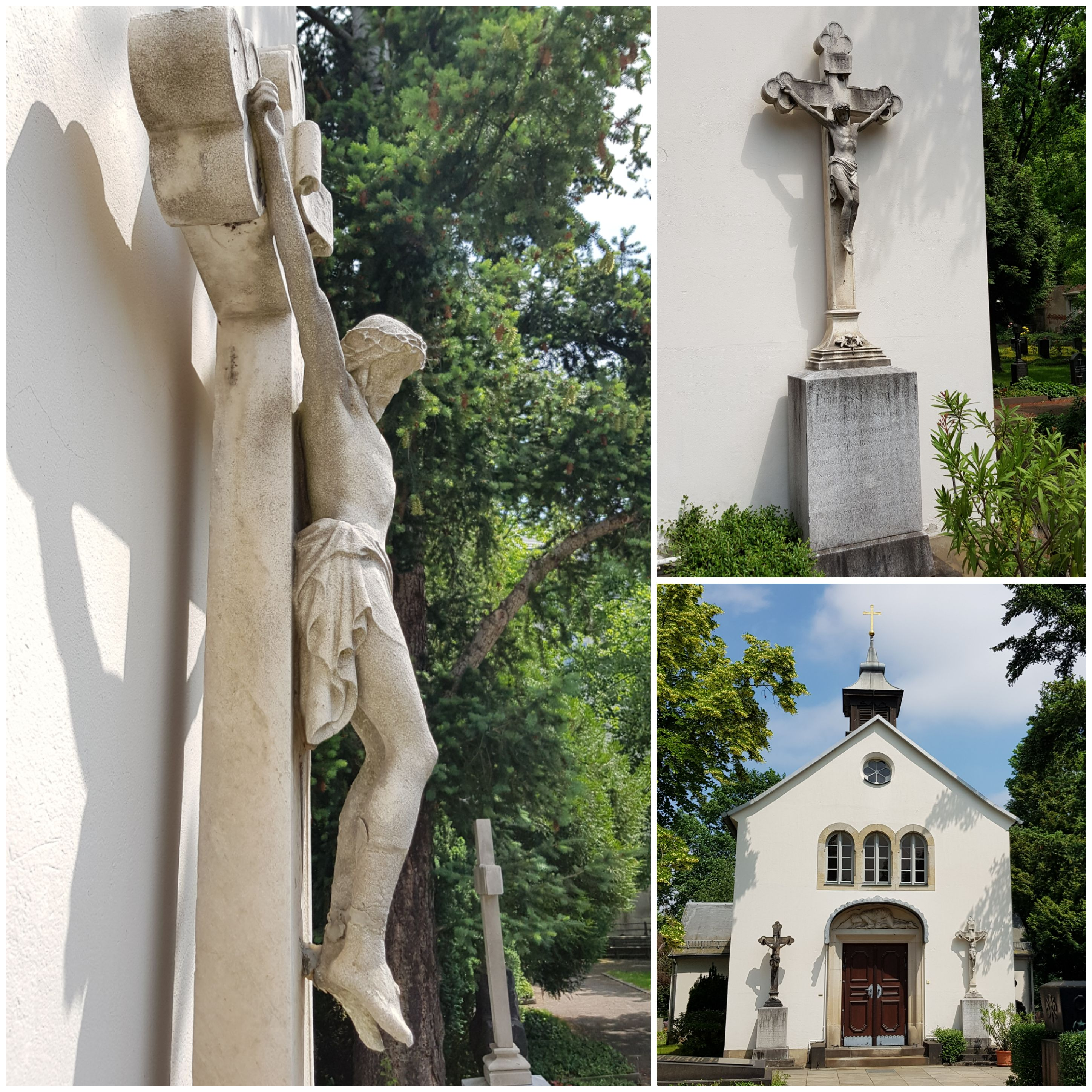
Kreuz, Kapelle alter katholischer Friedhof Dresden-Friedrichstadt
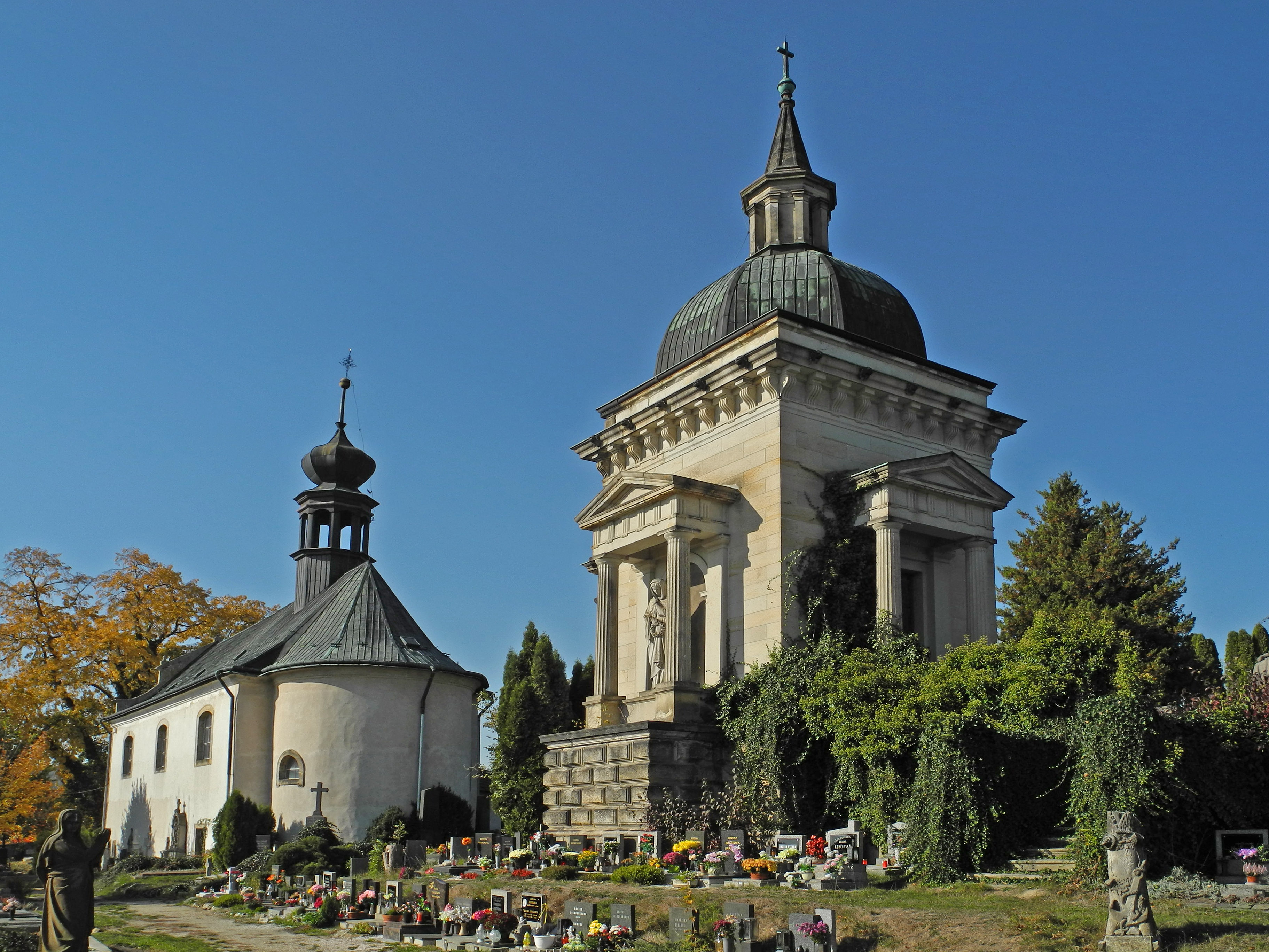
Schmitt Grab, Böhmisch-Aicha
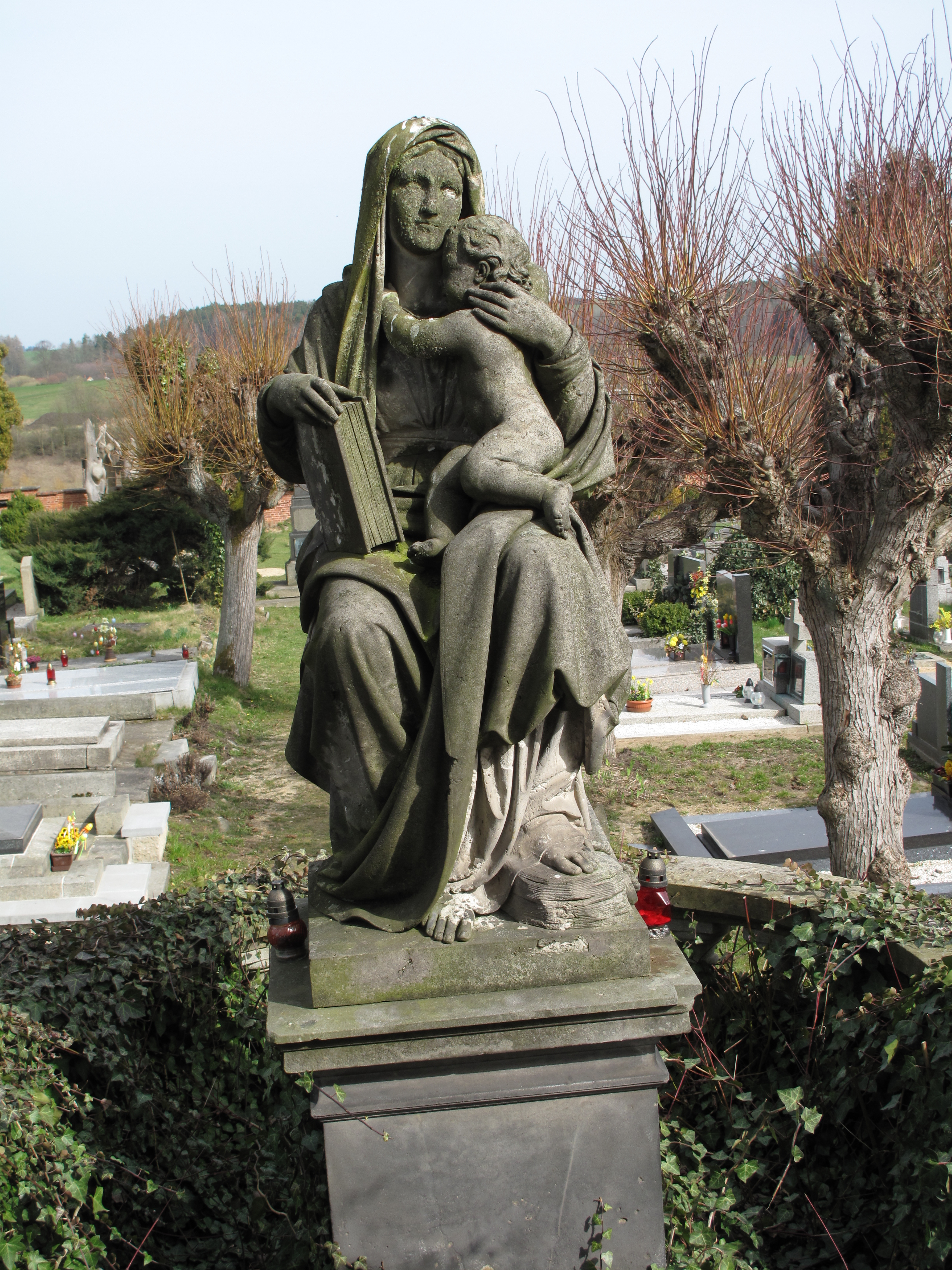
Madonna, Böhmisch-Aicha
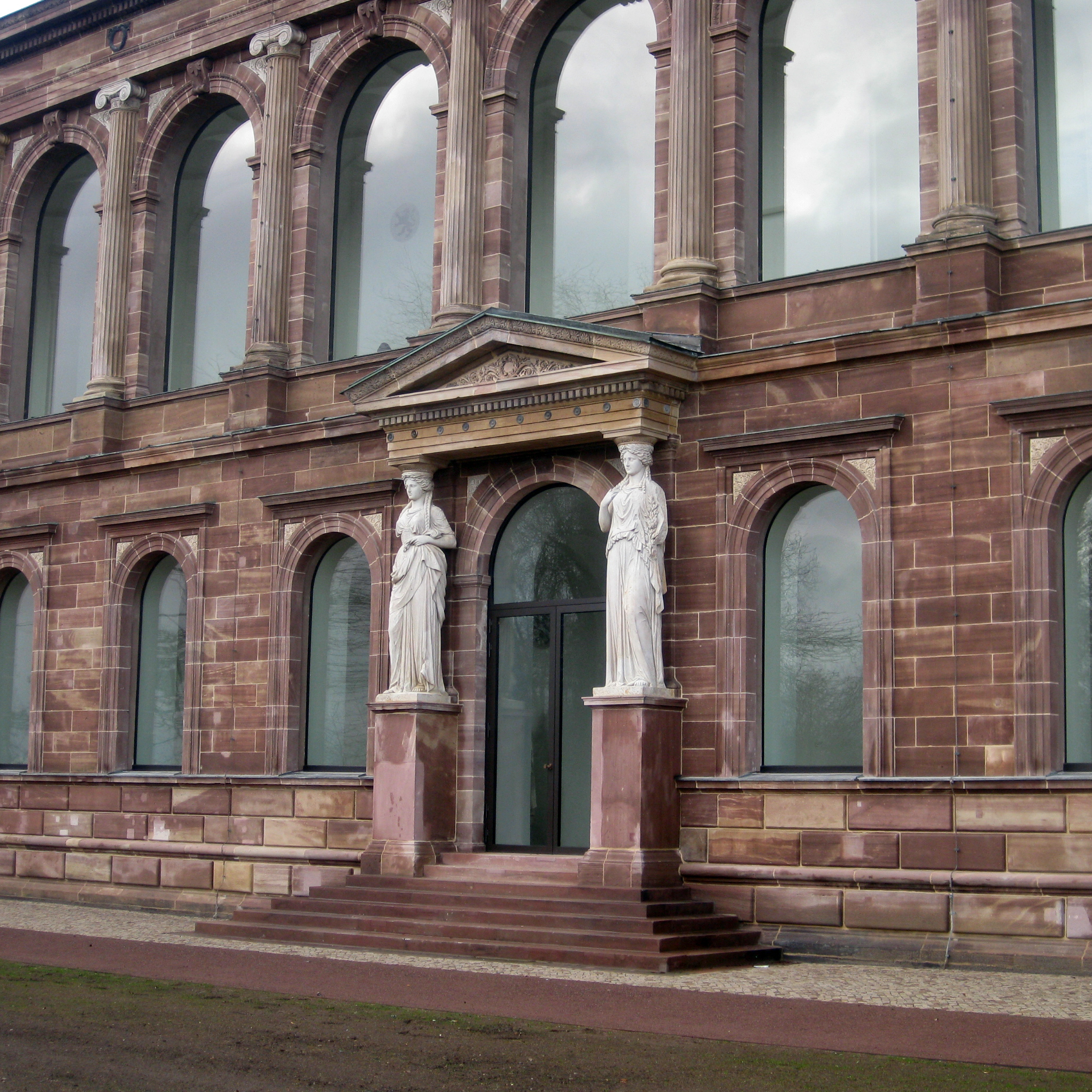
Karyatiden, Neue Galerie Kassel

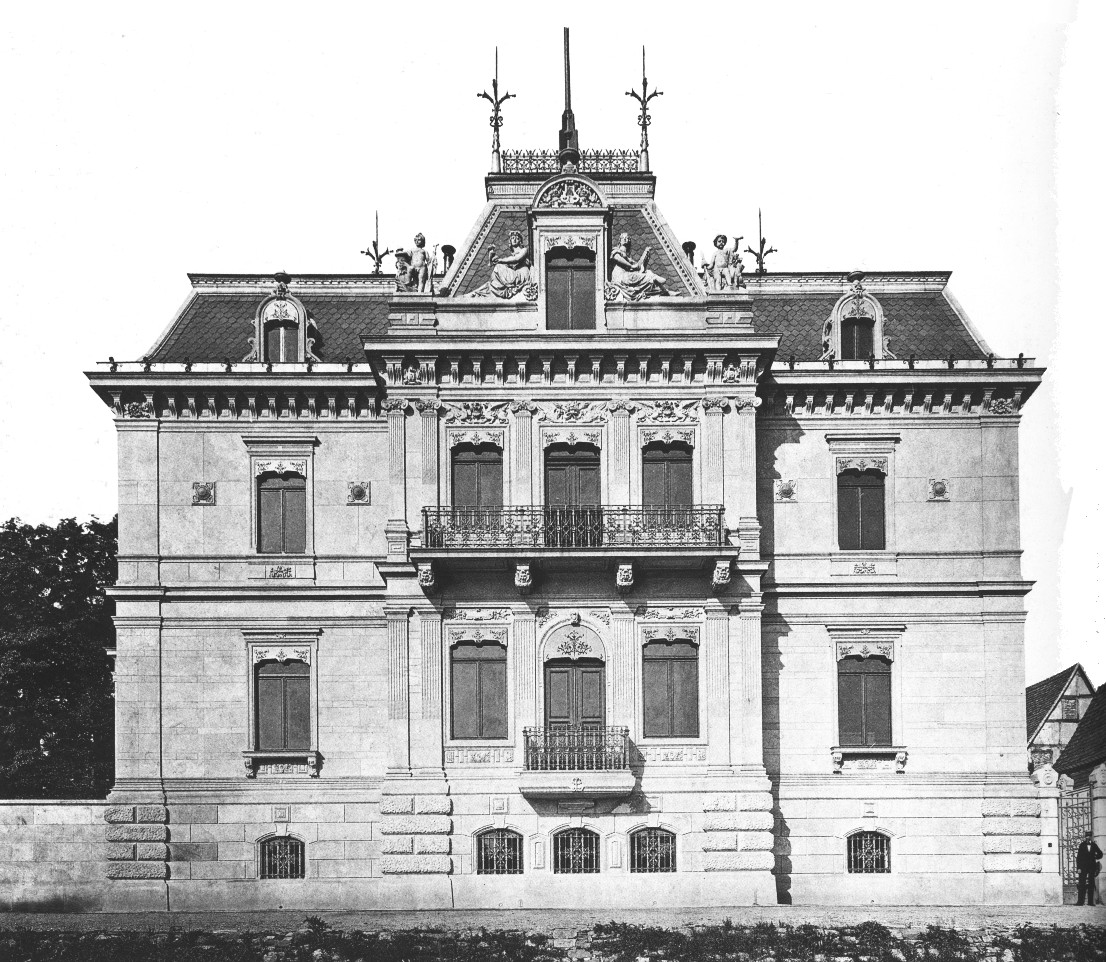
Statuen auf der Villa Hartmann Dresden, 1875
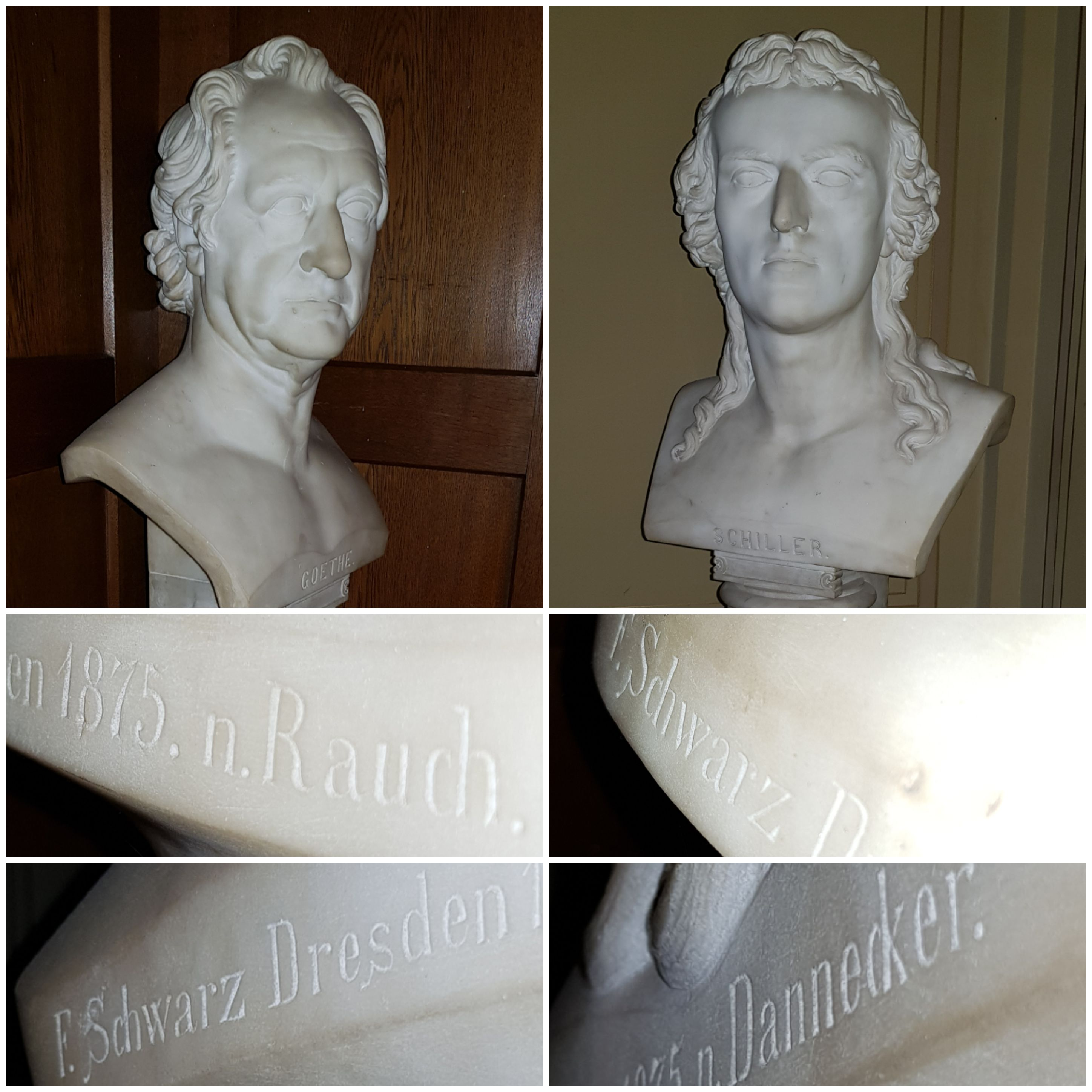
Büsten von Goethe & Schiller, Museum Böhmisch Aicha, 1875
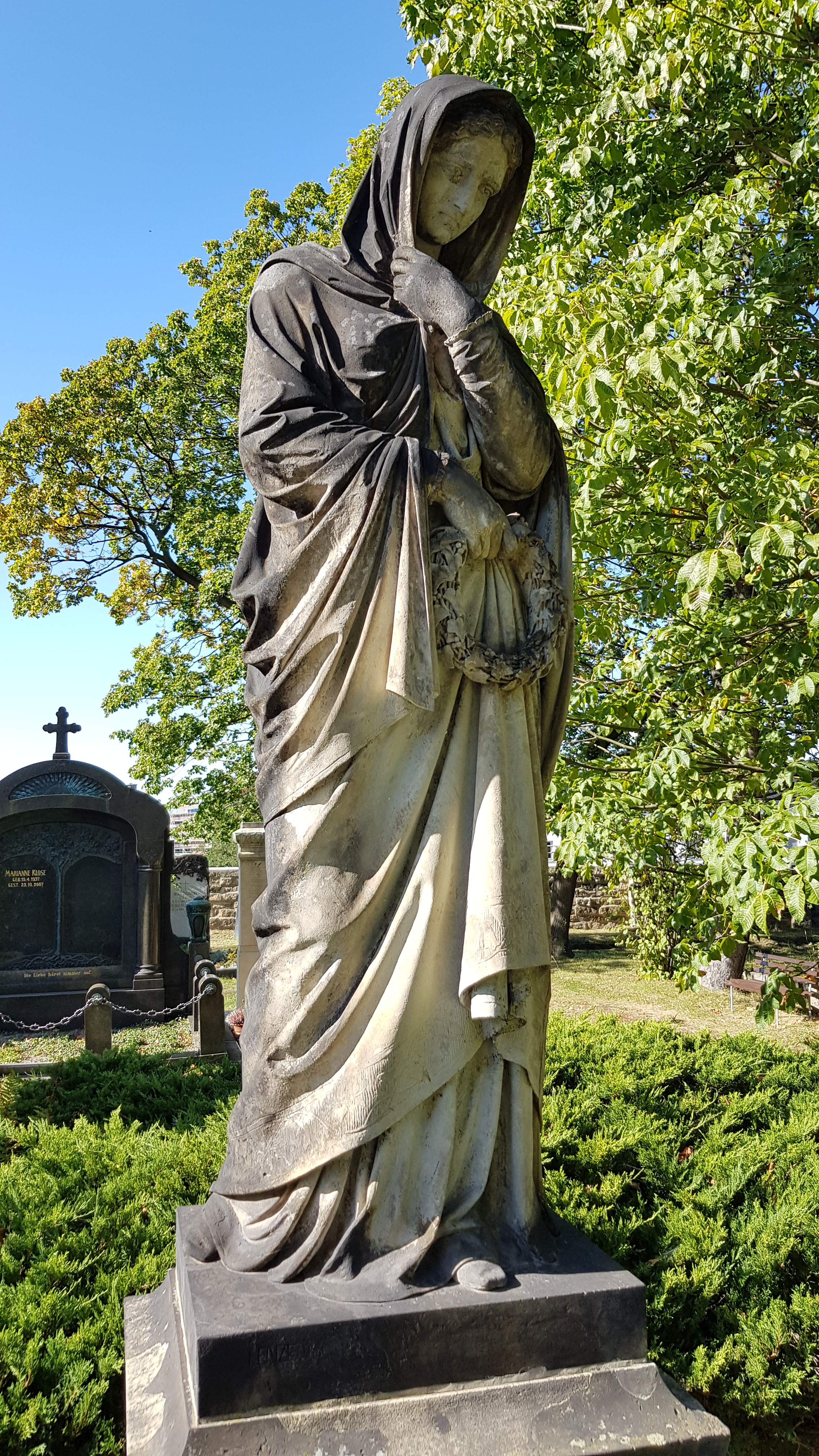
"Die Trauernde", Alter Annenfriedhof Dresden, 1875
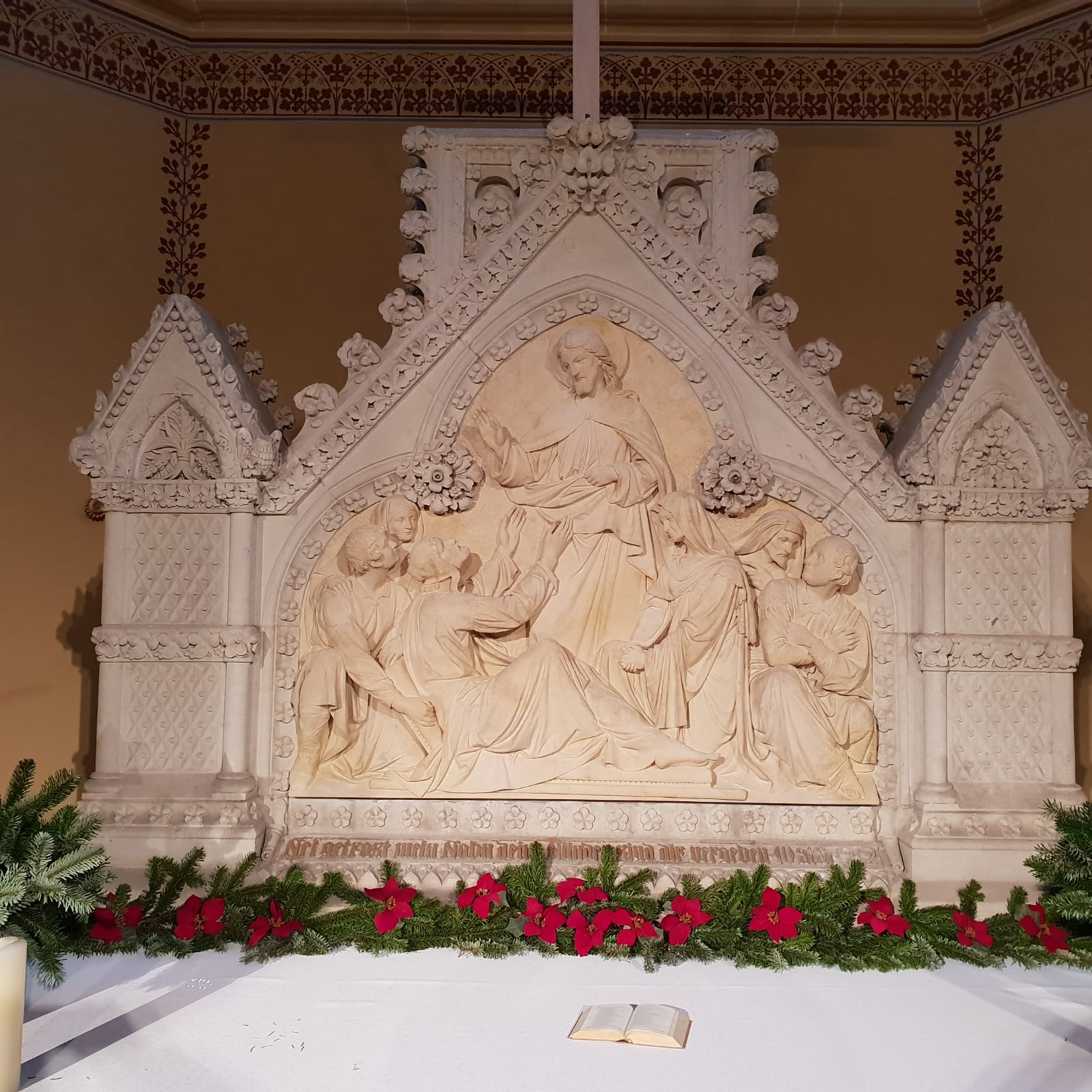
Altarrelief Lukaskirche, Planitz/Zwickau, 1876

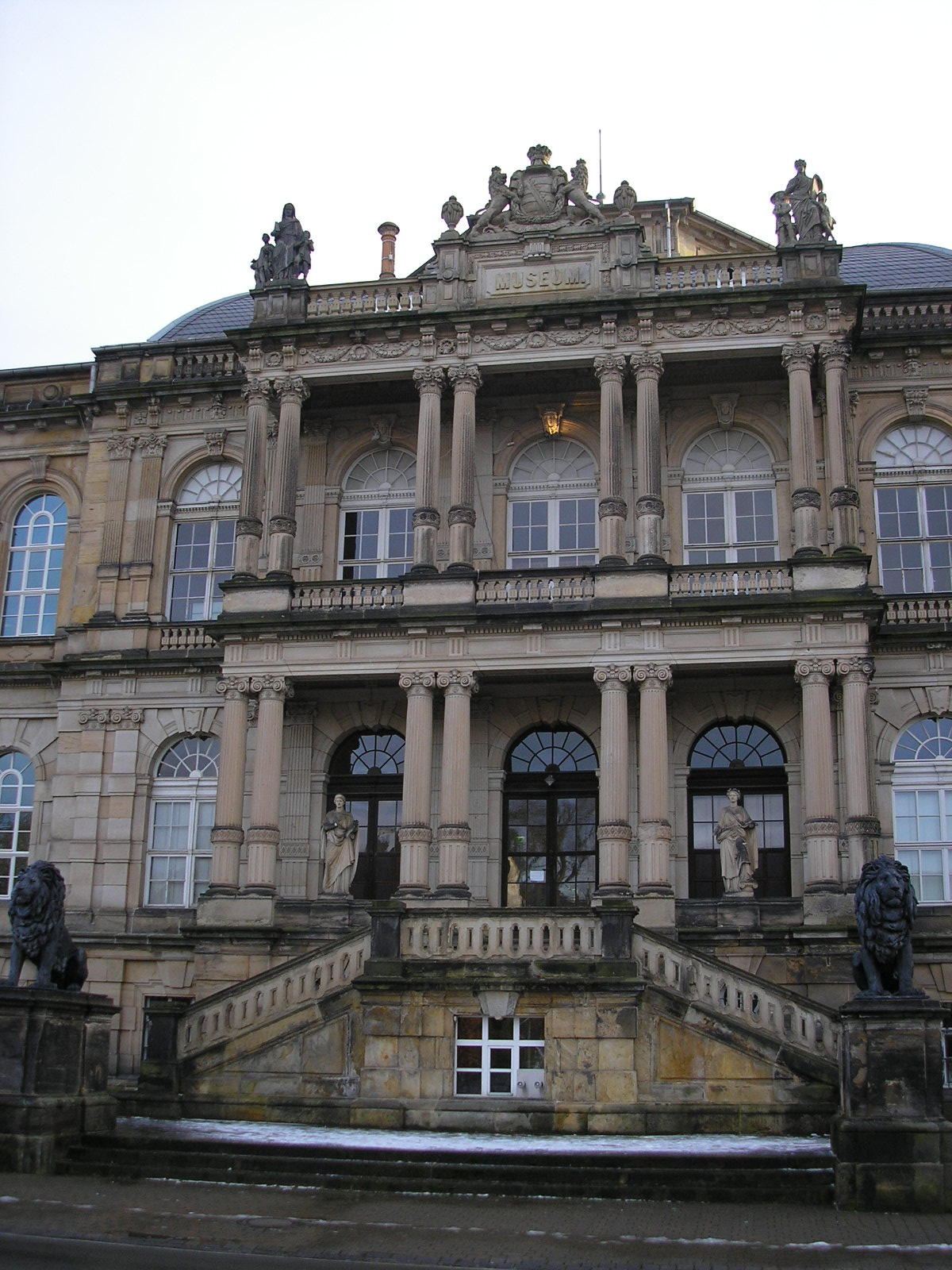
Portal Herzogliches Museum, Gotha, 1879

### Werke ab 1880
- 1880: Büste der Herrn Otto Victor I. von Schönburg-Waldenburg: Nach Hermann Hultzsch. Ursprünglich im Park aufgestellt, steht die Büste heute im Museum.
- 1880 bis 1882: Reformatoren-Skulpturen für den Dom zu Halberstadt: Martin Luther und Philipp Melanchthon befinden sich unter der Südempore und wurden von Franz Schwarz aus französischem Sandstein gefertigt.[36]
- 1881: Genius des Ruhms in Tübingen: Der Entwurf stammt von Emmerich Andresen (1843–1902), wofür dieser an der Akademie eine Auszeichnung für die beste Arbeit erhielt. Die Statue wurde zu Hölderlins Gedenken am 30. Juni 1881 im botanischen Garten der Universität Tübingen enthüllt.[37]
- 1881: Trauernde (zweite Ausführung): Diese zweite Ausführung nach dem Entwurf vom Bildhauer Robert Henze schmückt das Familiengrab der Textilfabrikantenfamilie Rönsch auf dem Friedhof in Löbau. Die erste Ausführung ist von 1879 und stand auf dem Frankfurter Hauptfriedhof.[38]
- 1884: Marmorstatue des Generalstabsarztes Dr. Stromeyer, Hannover: Nach einem Modell von Oskar Rassau wurde diese 3 m Statue aus einem Block gefertigt.[39][40]
- 1885: Christus mit Kreuz, Grabmal der Familie August Grohmann, Friedhof von Lindava (Lindenau), OT von Cvikov (Zwickau in Böhmen): Ausgeführt hat Franz Schwarz in Marmor. Entwurf von Heinrich Bäumer.[41][42][43]
- 1885: Relief an der St.-Nikolaus-Kirche, Constappel: Am Westportal befindet sich ein von Franz Schwarz ausgeführtes Steinrelief des Künstlers Emil Huber mit der Darstellung Christi, der die Mühseligen und Beladenen einlädt.
- 1887: Pilger vor der Himmelstür in Dresden Loschwitz: Das Modell bzw. der Entwurf stammt von Prof. Robert Henze. Ausgeführt wurde die Skulptur 1887 in Marmor. Sie schmückt das Grab des Malers Eduard Leonhardi.[44][45]
- 1888: Segnender Christus für die Johanniskirche in Zittau: Diese von Franz Schwarz geschaffene Christusstatue wurde zu Christi Himmelfahrt im Jahre 1888 übergeben und geweiht. Sie wurde anlässlich der 50 Jahr Feier der wiedererrichteten evangelischen luth. Johanniskirche (1837–1887) beschafft. Vorbild war die Skulptur des vom Künstlers Bertel Thorvaldsens von 1822 für die Frauenkirche Kopenhagen. Die Inschrift am Fundament lautet: Kommet her zu mir! Matth. XI, 28. 1837.1887. Insgesamt erreicht die Nachbildung von Franz Schwarz eine Höhe von 3,60 m wie das Original.[46][47][48][49][50][51]
- 1888: Grabstätte Richter, Johannisfriedhof Dresden: Die Grabanlage mit der zentralen Christusfigur wurde von Franz Schwarz in Carrara-Marmor ausgeführt. Am rechten unteren Rand der Anlage findet sich sein Signum.[52][53]

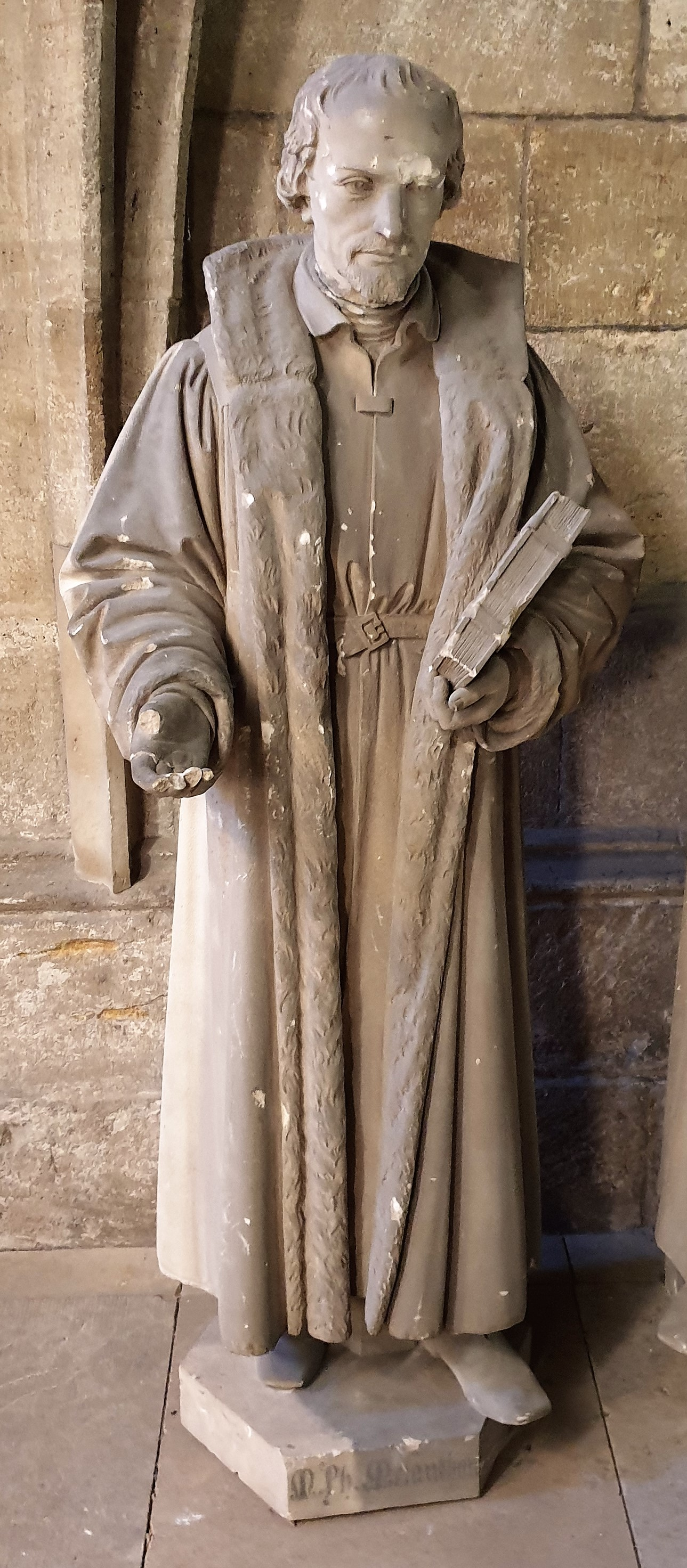
Statue Melanchthon, Dom zu Halberstadt, ca. 1880
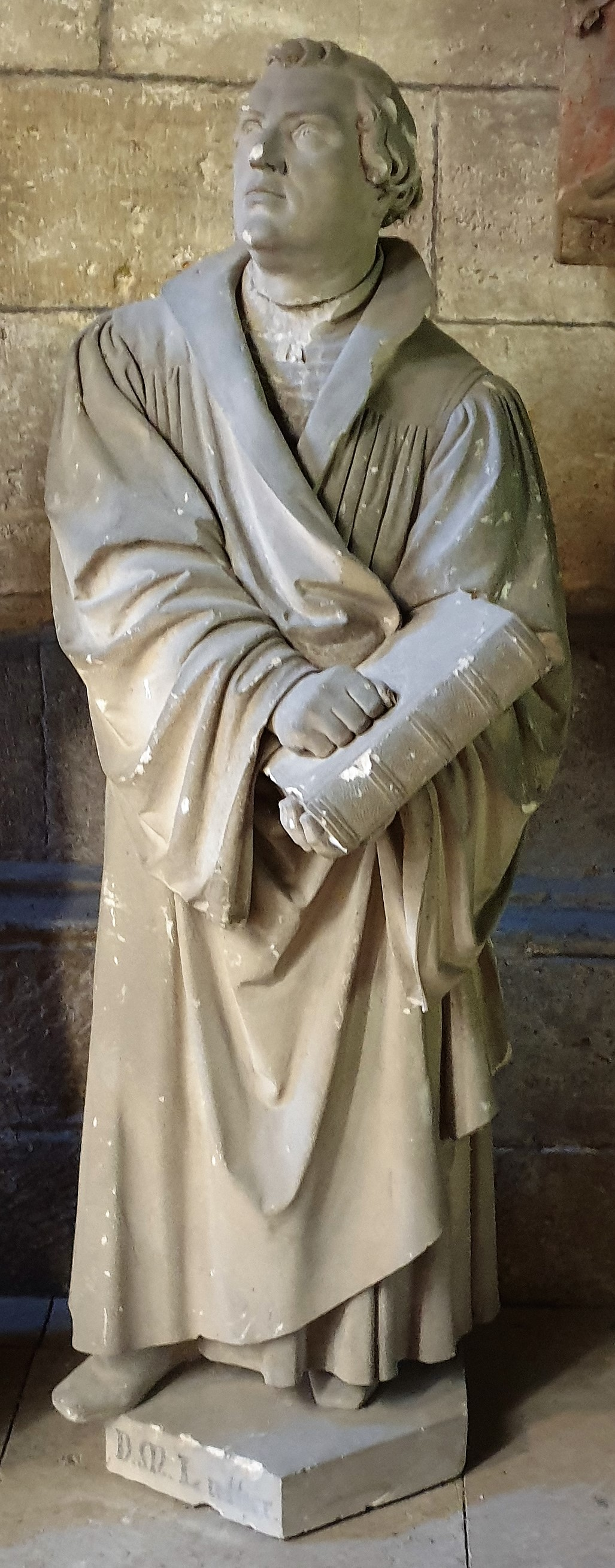
Statue Luther, Dom zu Halberstadt, ca. 1880
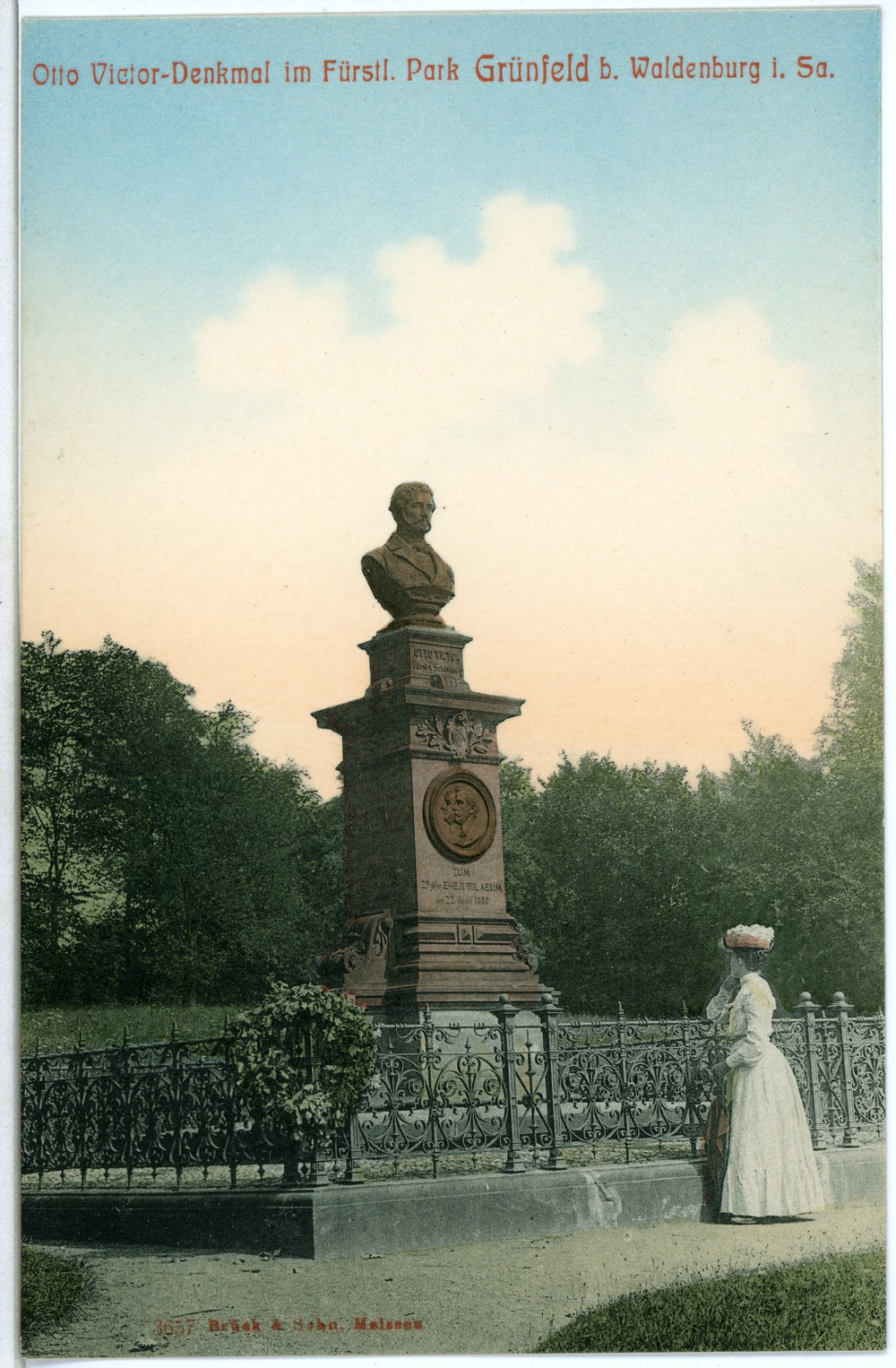
Otto-Victor-Denkmal im fürstlichen Park Grünfeld, 1880
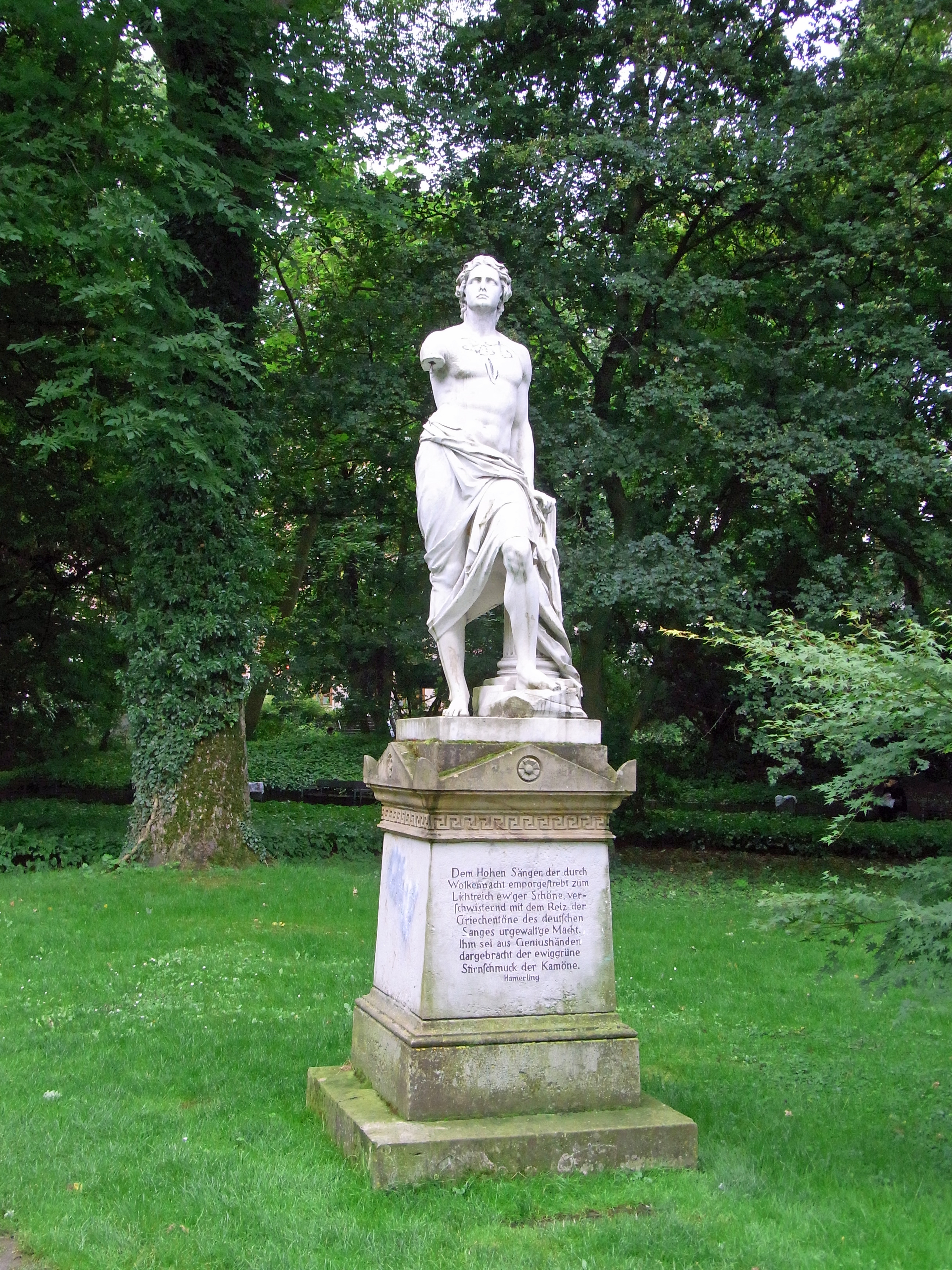
Hölderlins Denkmal Tübingen, 1881

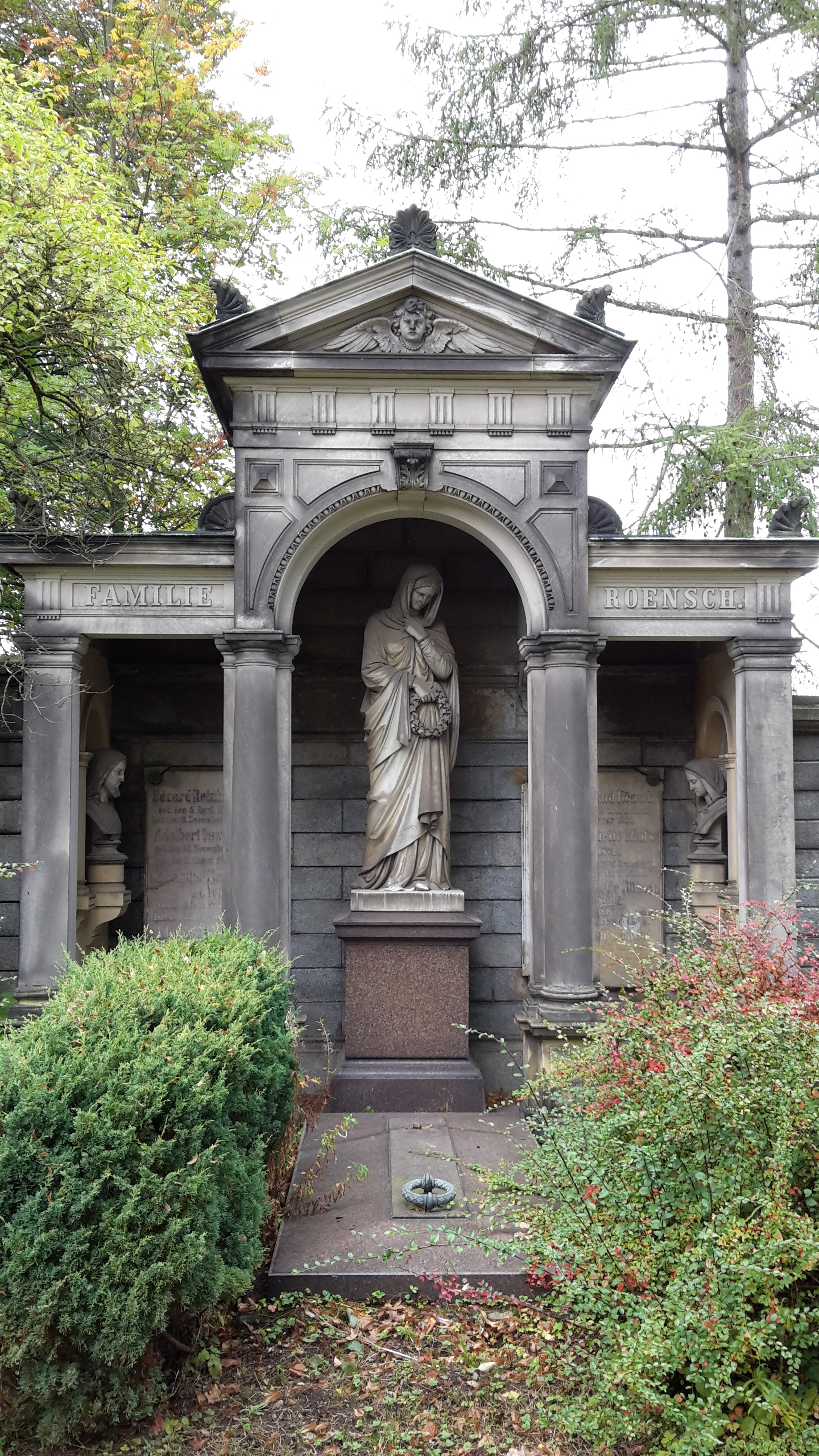
Friedhof Löbau, Grabmal Roensch, 1881
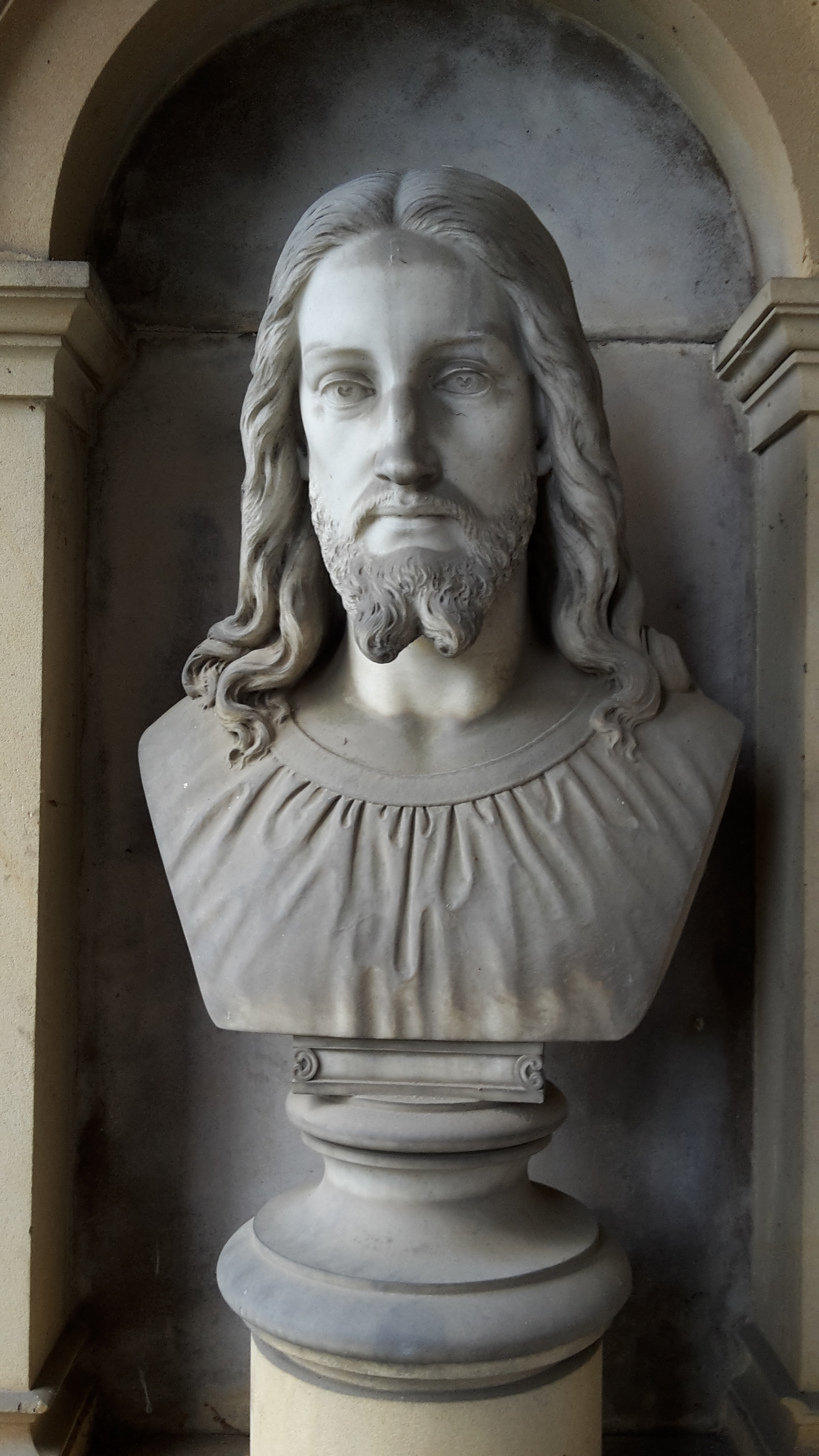
Friedhof Löbau, Grabmal Roensch links, 1881
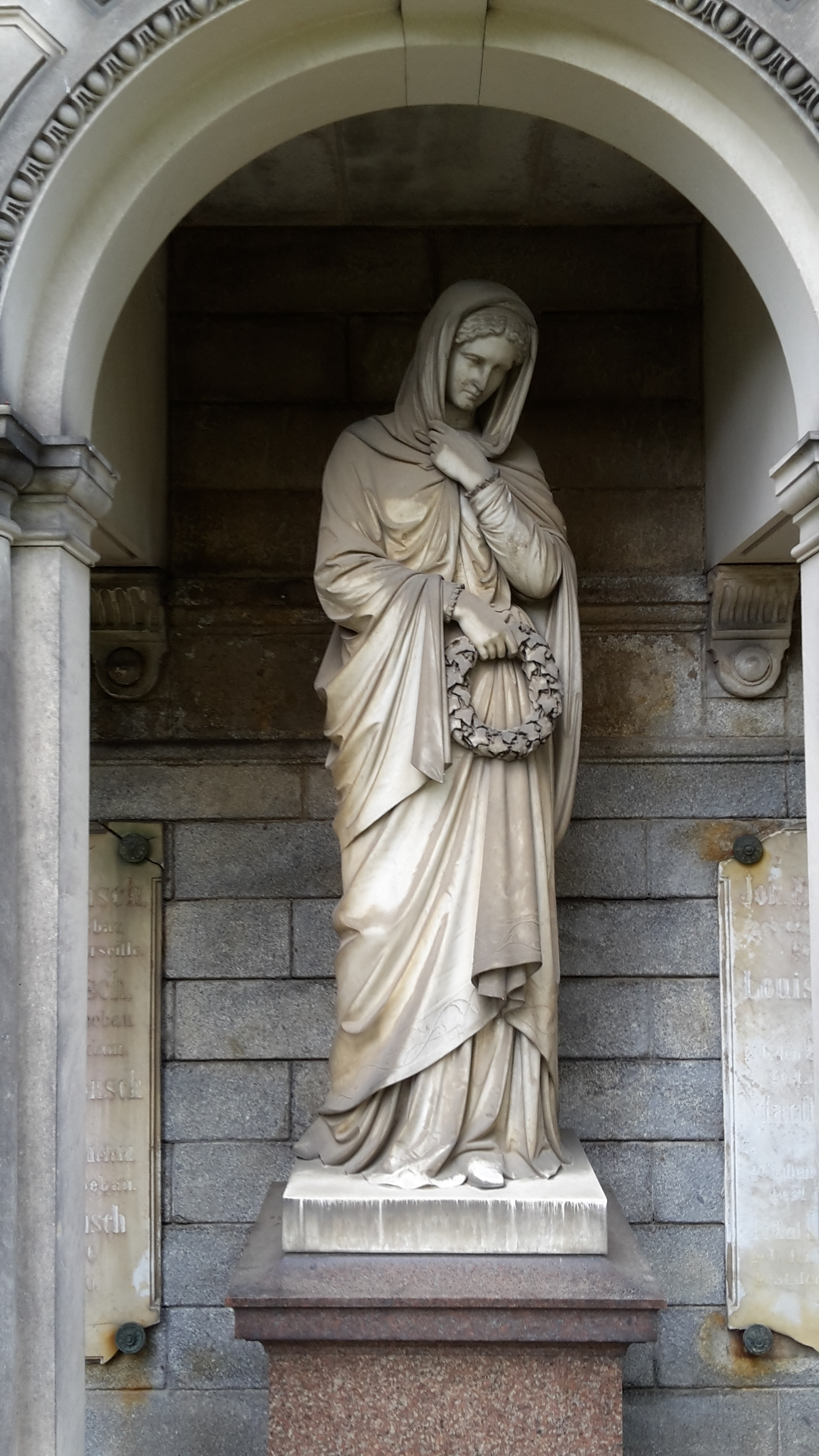
Friedhof Löbau, Grabmal Roensch mitte, 1881
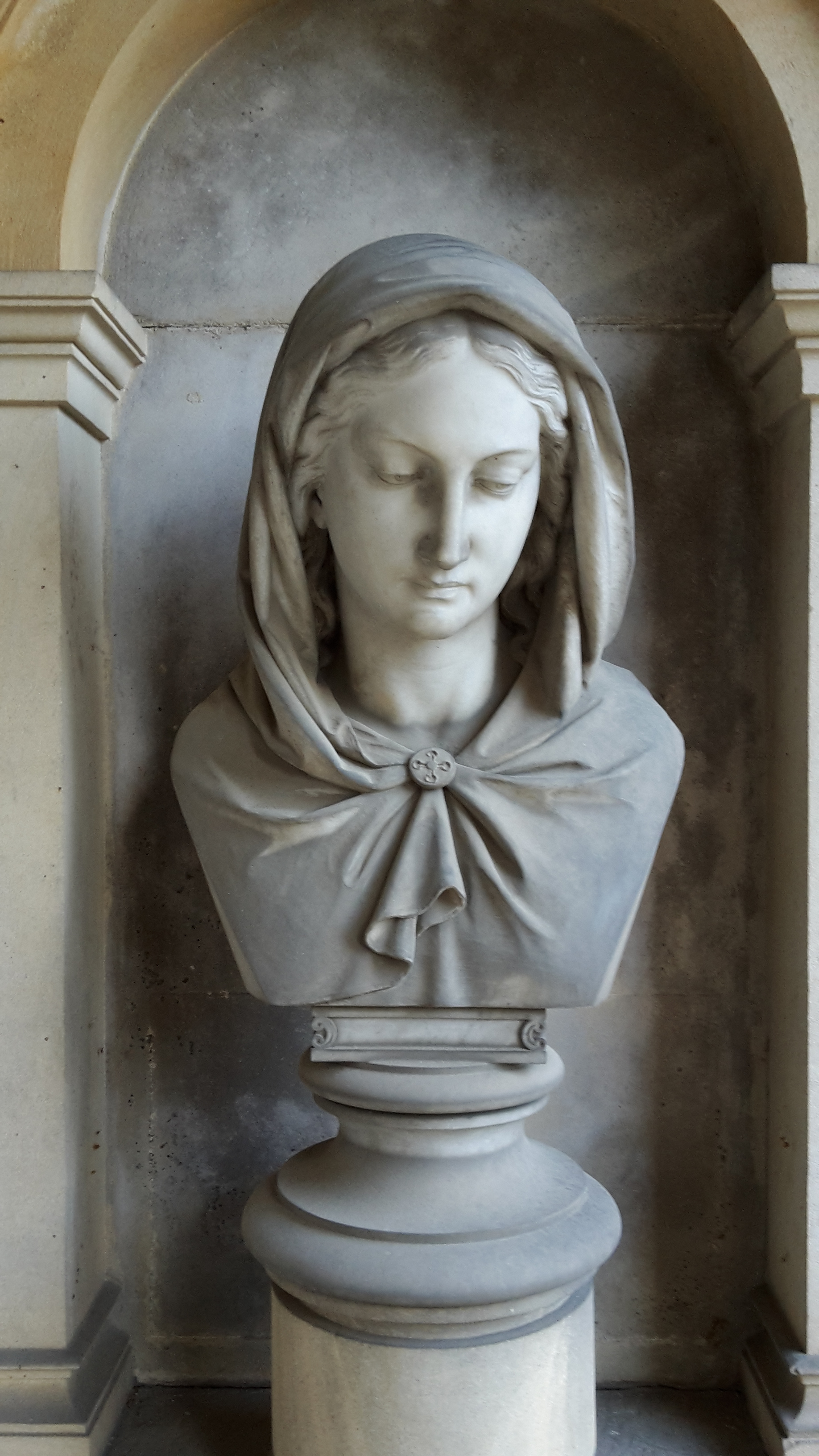
Friedhof Löbau, Grabmal Roensch rechts, 1881

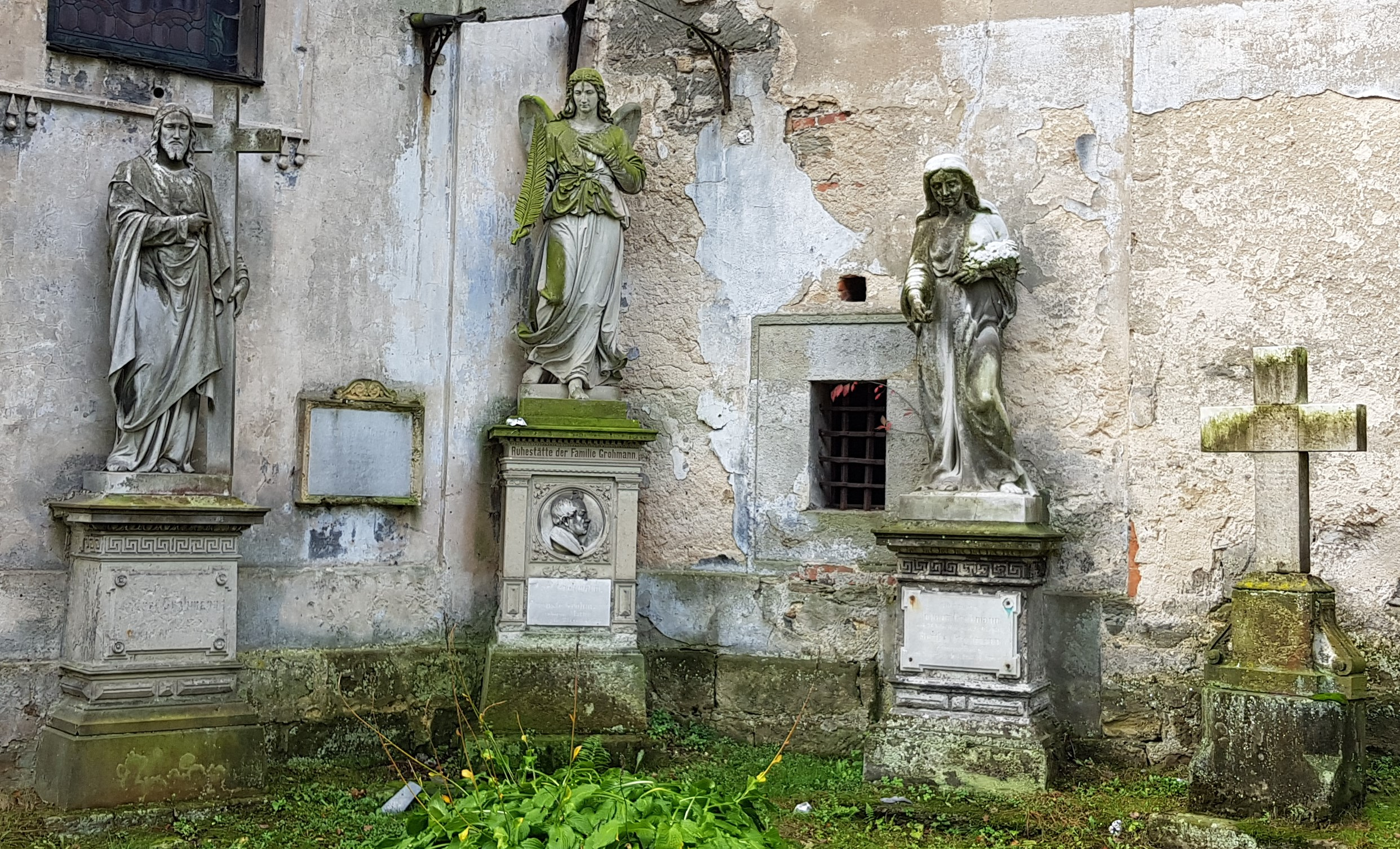
Skulpturengruppe u.a 1876 Friedensengel, Gebrüder Schwarz / Christus mit Kreuz, Franz Schwarz, 1885
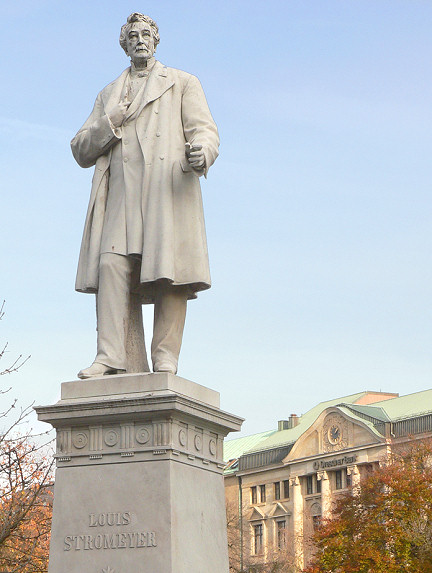
Louis Stromeyer, 1884
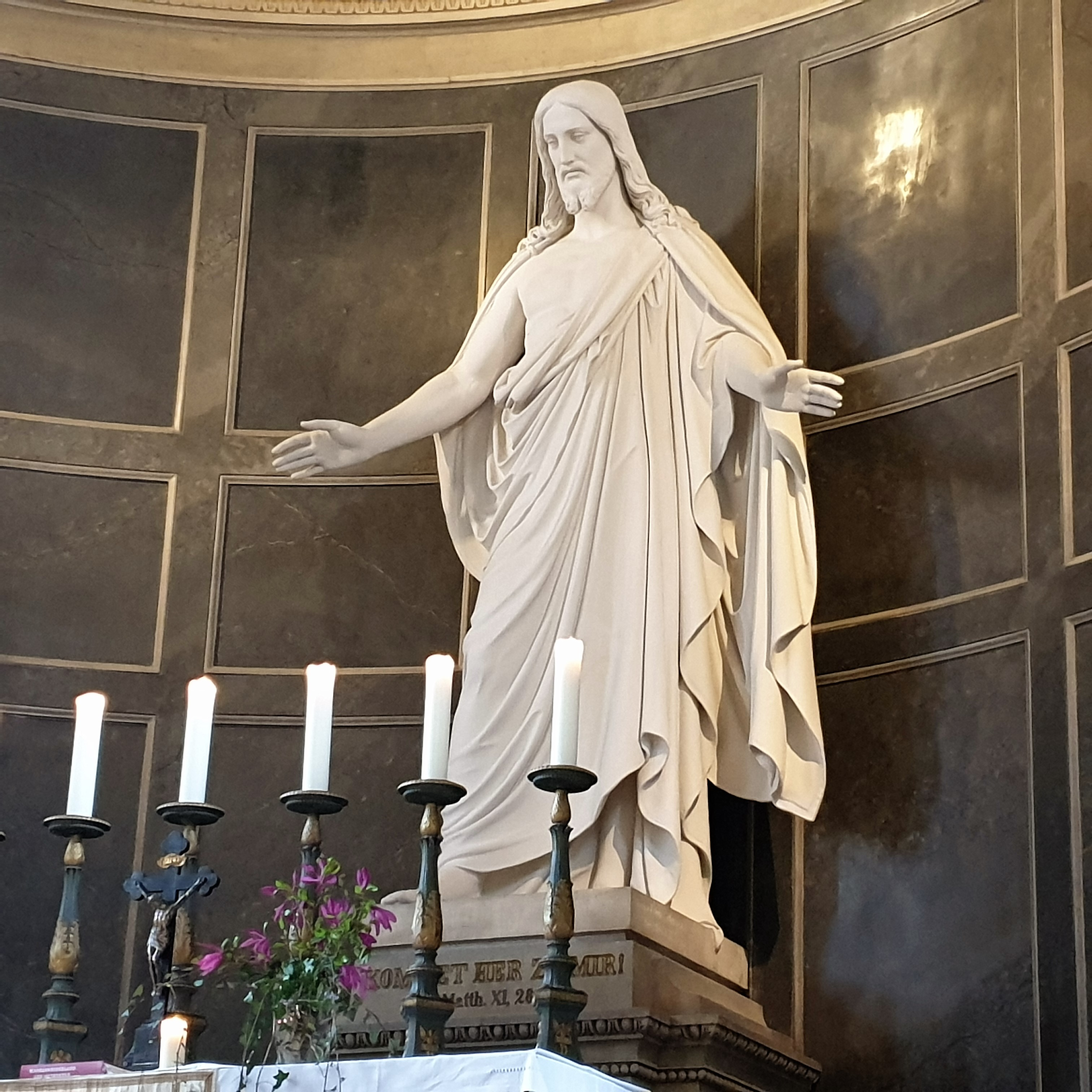
Christus Statue in der Zittauer Johanniskirche, 1888
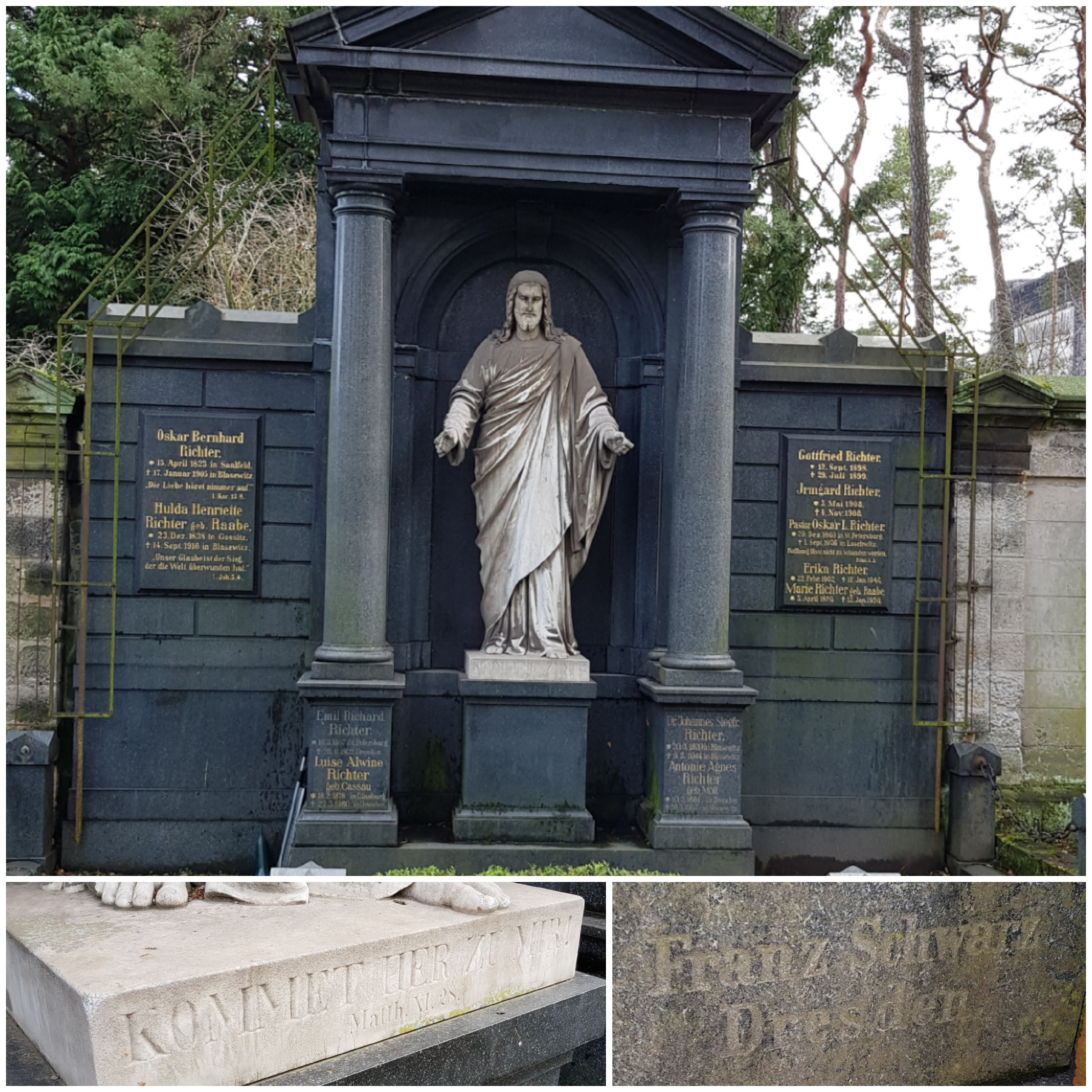
Jesusstatue Grabmal Richter Johannesfriedhof, Signum Franz Schwarz, 1888

### Werke ab 1890
- 1890: Kirche Mariä Heimsuchung in Zittau, bildhauerische Ausstattung durch Franz Schwarz:[54]
  - Statue Maria Immaculata über dem Hauptportal: Eine Skulptur aus weißem Sandstein.
  - Statue des Heiligen Josef: Am östlichen Ende des Nordschiffs befindet sich eine Statue des heiligen Josefs, die aus Kalkstein angefertigt wurde. Sie gehörte einst zu einem Altar, welcher jedoch nach dem Zweiten Vatikanischen Konzil abgebaut wurde.
  - Statue Marienfigur: An der Ostwand findet sich eine Marienfigur, die einst den dazugehörigen Seitenaltar schmückte. Die Statue ist aus französischem Kalkstein gefertigt und wird durch eine vergoldete Krone gekrönt, welche der ehemalige Gemeindepfarrer Peter Dluhosch anfertigen ließ als Dank für seine Zeit in der Gemeinde.
  - Kruzifix. „Christus am Kreuz“: Im Innenraum befindet sich über dem Tabernakel ein in Sandstein ausgeführtes Altarkruzifix vor drei Buntglasfenstern. Es ist noch zu erwähnen, dass sein Onkel Bischof Franz Bernert 1883 den Grundstein für die Kirche legte und sein Bruder Wenzel Schwarz die Vorlagen für die drei Buntglasfenstern im Chorraum schuf.
- 1890: Grabmonument Bischof Franz Bernert auf dem Alten Katholischen Friedhof in Dresden: Franz Schwarz erwies seinem Onkel auch die letzte Ehre, indem er  sein Grabmonument schuf.
- 1890: Zwei Reliefs am Neptunbrunnen in Dresden: Der Brunnen wurde 1744 bis 1746 durch Lorenzo Mattielli nach Plänen von Zacharias Longuelune errichtet. Die Reliefs „Romulus und Remus“ (Rom) sowie „Pyramiden und Sphinx“ (Ägypten) an den Postamenten des Neptunbrunnens restaurierte bzw. erneuerte Franz Schwarz.
- 1891: Das Schwarz'sche Grabmal auf dem Friedhof in Grottau[55] Grabmal für die Eltern. Heute vermutlich nicht mehr vorhanden.
- 1893: Putengruppen am Königliches Akademiegebäude Dresden (Kunstakademie): Franz Schwarz schuf im Innenhof (östlicher Sims) nach Entwürfen bzw. Plänen des Bildhauers Ernst Wilhelm Paul die Figurengruppen „Studie nach der Antike“ und „Studie nach der Natur“, auch genannt Puttengruppen.
- 1894: Maria & Christus in der Pfarrkirche St. Bartholomäus zu Grottau: Franz Schwarz schuf für seine Heimatkirche St. Bartholomäus zu Grottau diese zwei Statuen aus Sandstein von Christus und Maria. Beide sind mit "Franz Schwarz – Dresden" signiert.[56] Die Skulpturen sind auch 2019 noch vorhanden und in einem ausgezeichneten Zustand.
- 1894, Figuren Paulus und Jesajas St.Pauli Kirche Dresden: Die beiden Figuren links und rechts neben dem Portal wurden vom Bildhauer Emil Huber modelliert und von Franz Schwarz in Sandstein ausgeführt. Das Relief mit der sitzenden Gestalt des segnenden Heilands wurde von seinem Bruder Joseph Schwarz ausgeführt.[57]
- 1897, Christus-Statue in Burgstädt auf dem Friedhof an der Evangelischen Stadtkirche: Signiert am Sockel mit Sculpist "Franz Schwarz, Dresden nach Thorwaldsen".[58]
- 1904: Marienfigur mit Jesuskind, Johannisfriedhof Dresden: Die Marienstatue aus Kalkstein hält im linken Arm das Jesuskind und in der rechten Hand die Heilige Schrift. Das Fundament trägt die Inschrift "Glaube, Liebe, Hoffnung" sowie am Sockel "Ruhestätte der Familie Franz Schwarz". Da die Frau von Franz Schwarz bereits 1904 verstarb, wurde die Statue vermutlich bereits in diesem Jahr aufgestellt. 1911 verstarb Franz Schwarz und wurde ebenfalls hier beerdigt.[59][60][61][62] Eine identische Skulptur wurde schon 1873 auf dem Familiengrab Schmitt in Böhmisch-Aicha eingesetzt.
- 1911: Relief Christi mit den Mühseligen und Beladenen in der Bürgerschule Grottau: Dieses von Franz Schwarz geschenkte Werk wurde im Sommer 1911 unter seiner Anleitung in der Bürgerschule von Grotttau verbaut und dürfte damit zu den letzten abgeschlossenen Arbeiten von ihm gehören.[63]

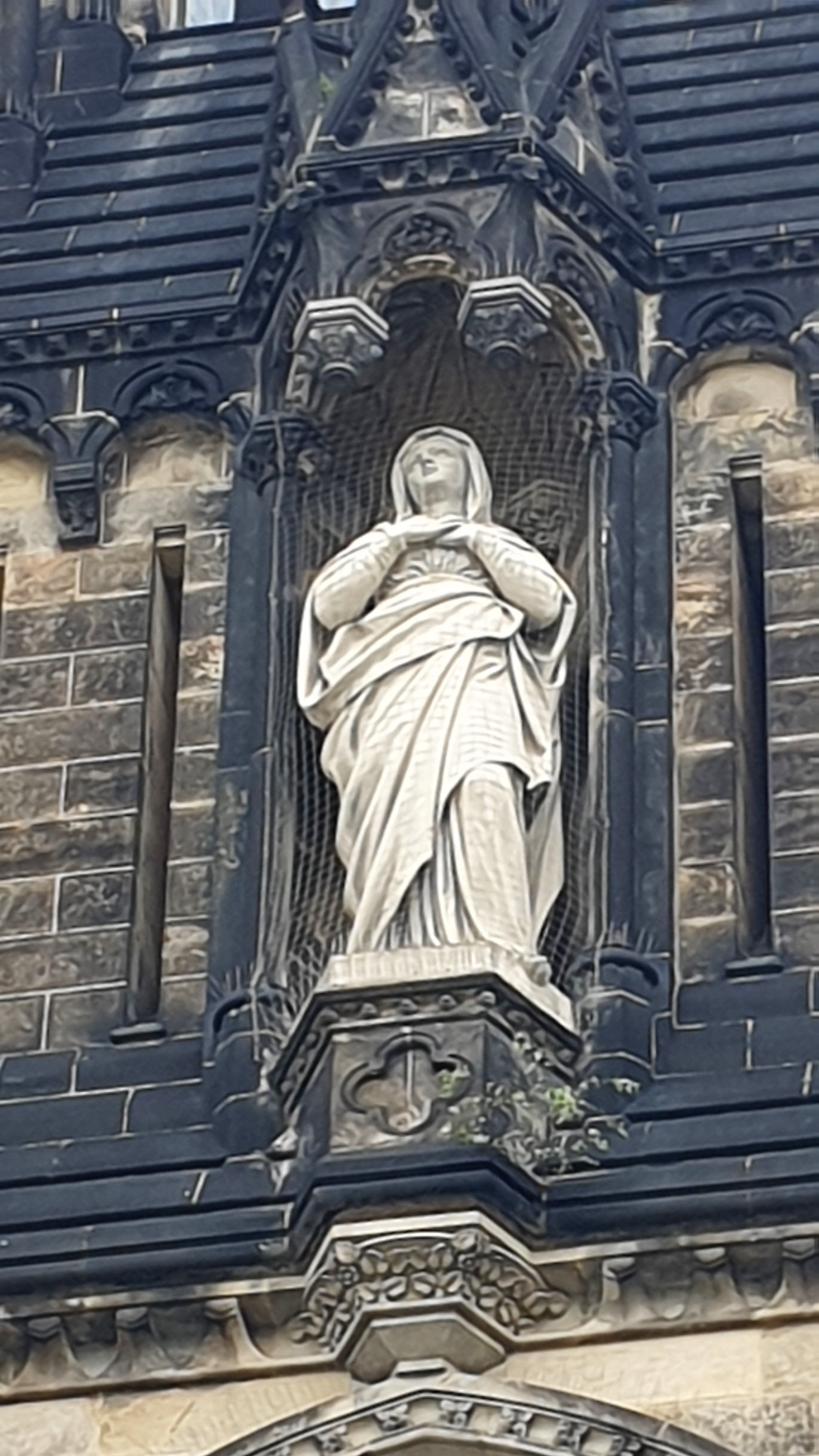
Kirche Mariä Heimsuchung in Zittau, Maria Immaculata, 1890
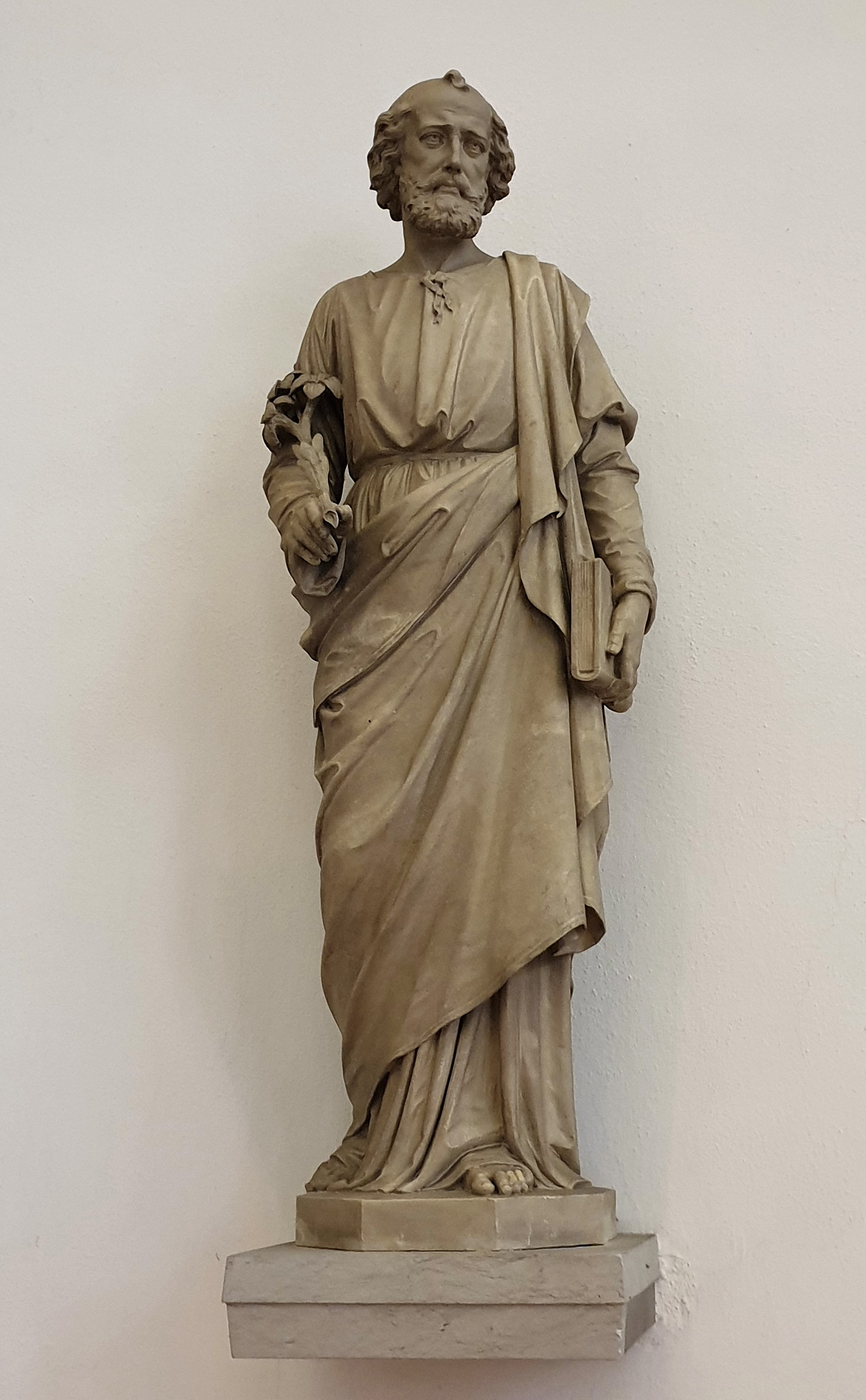
Kirche Mariä Heimsuchung in Zittau, Statue Josef, 1890
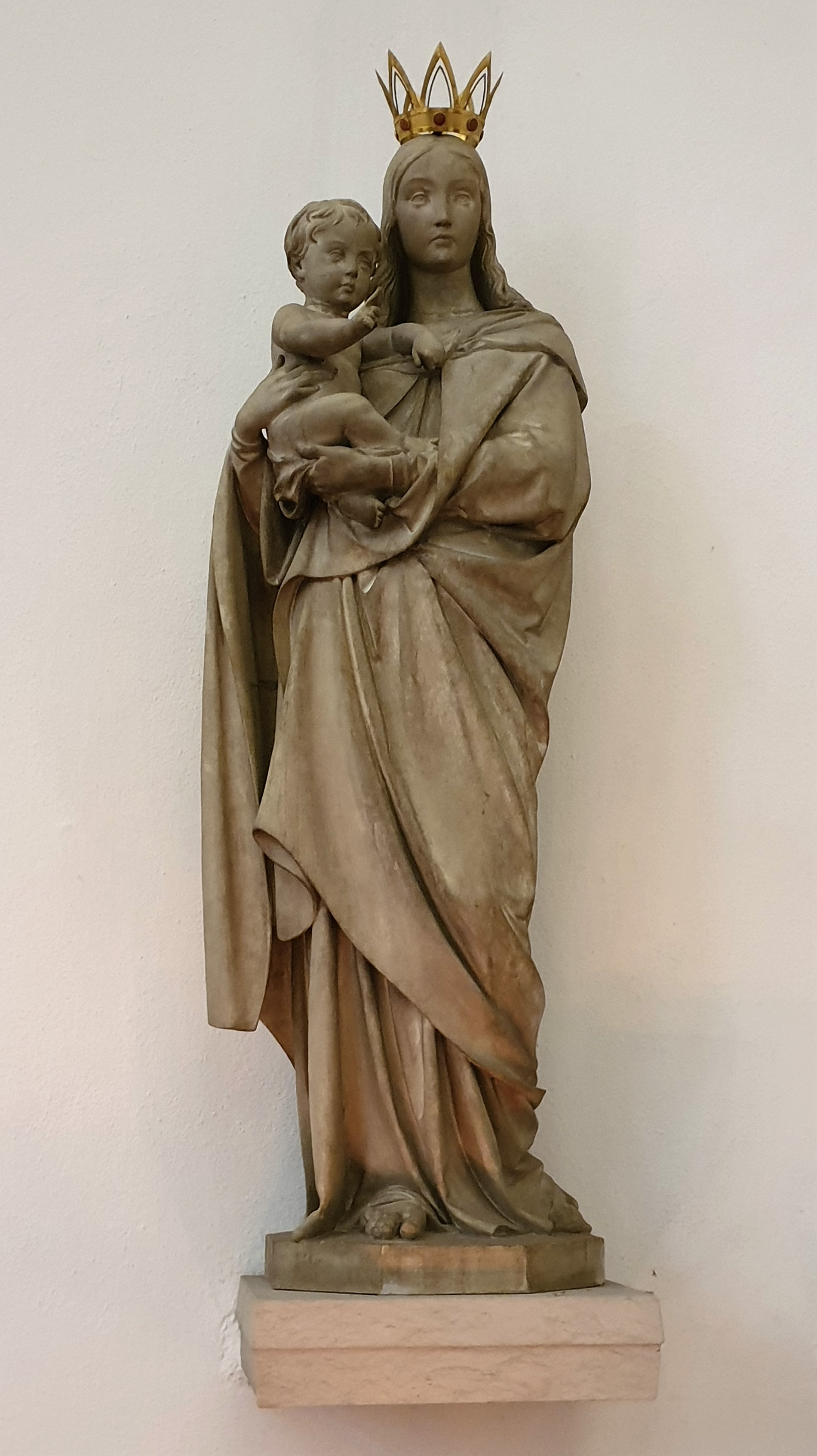
Kirche Mariä Heimsuchung in Zittau, Statue Marie, 1890
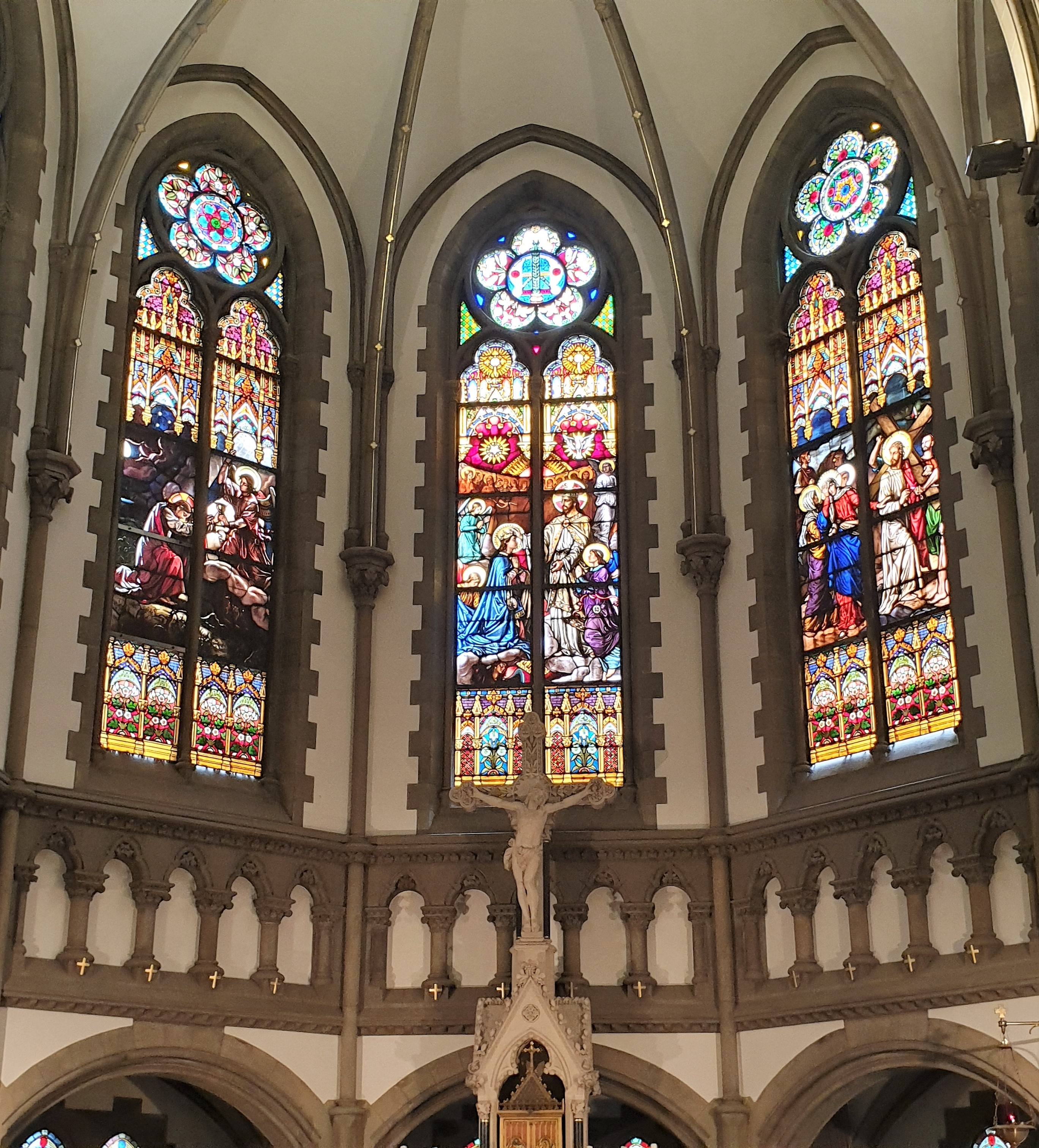
Kirche Mariä Heimsuchung in Zittau, Altar Kruzifix und Chorfenster, 1890

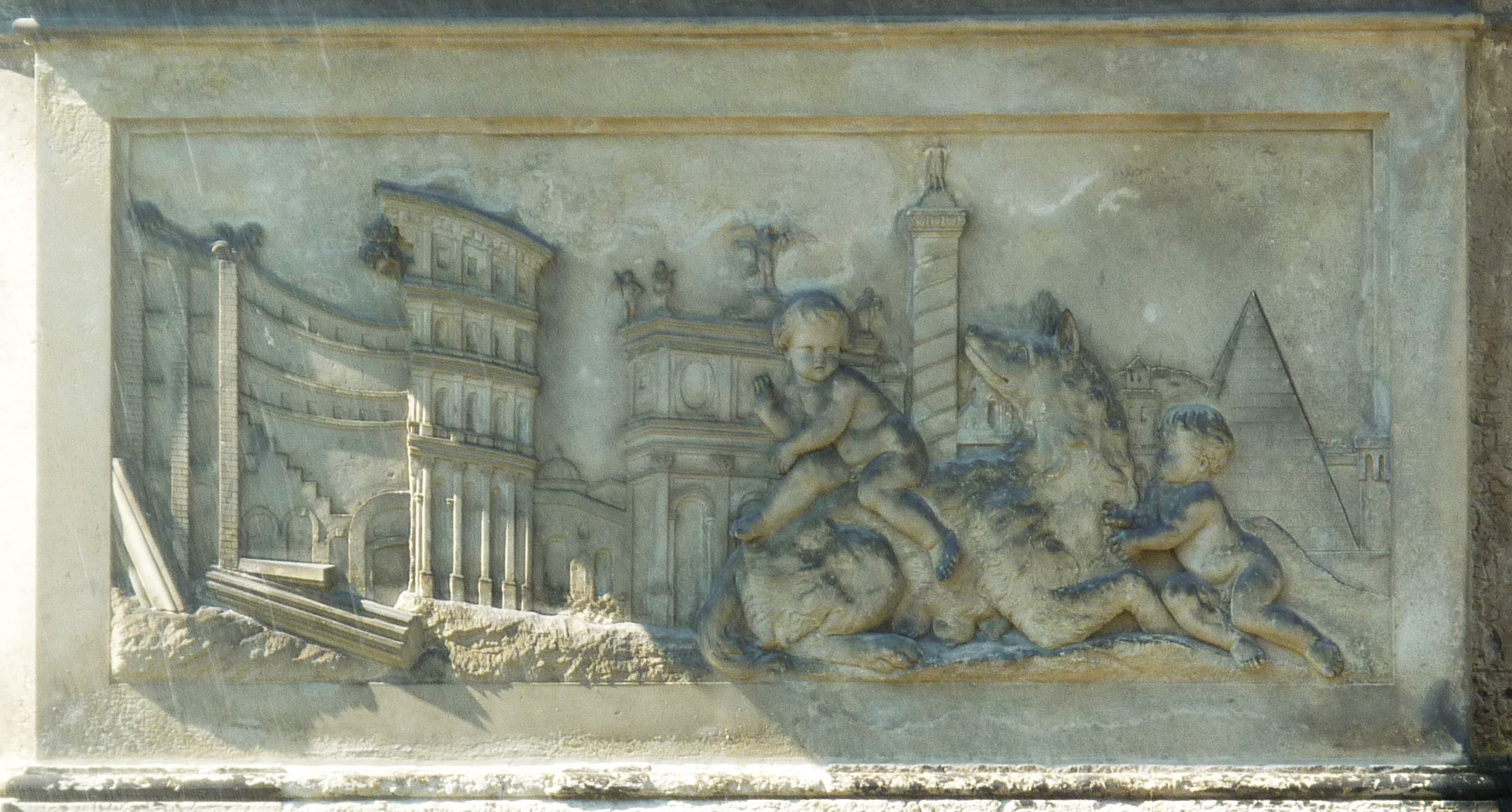
Neptunbrunnen Dresden, Relief Romulus und Remus (Rom), 1890
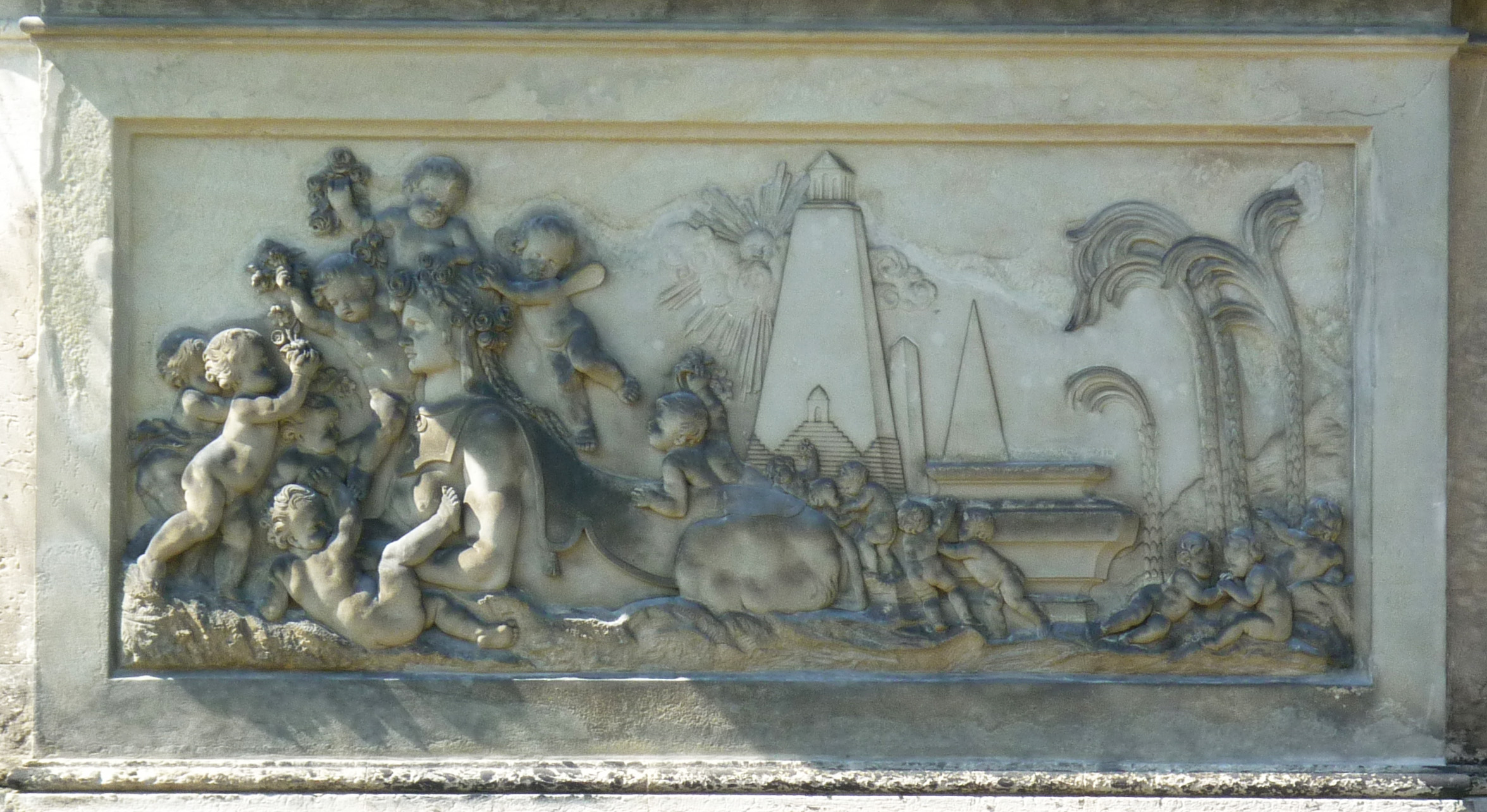
Neptunbrunnen Dresden, Relief Pyramiden und Sphinx (Ägypten), 1890
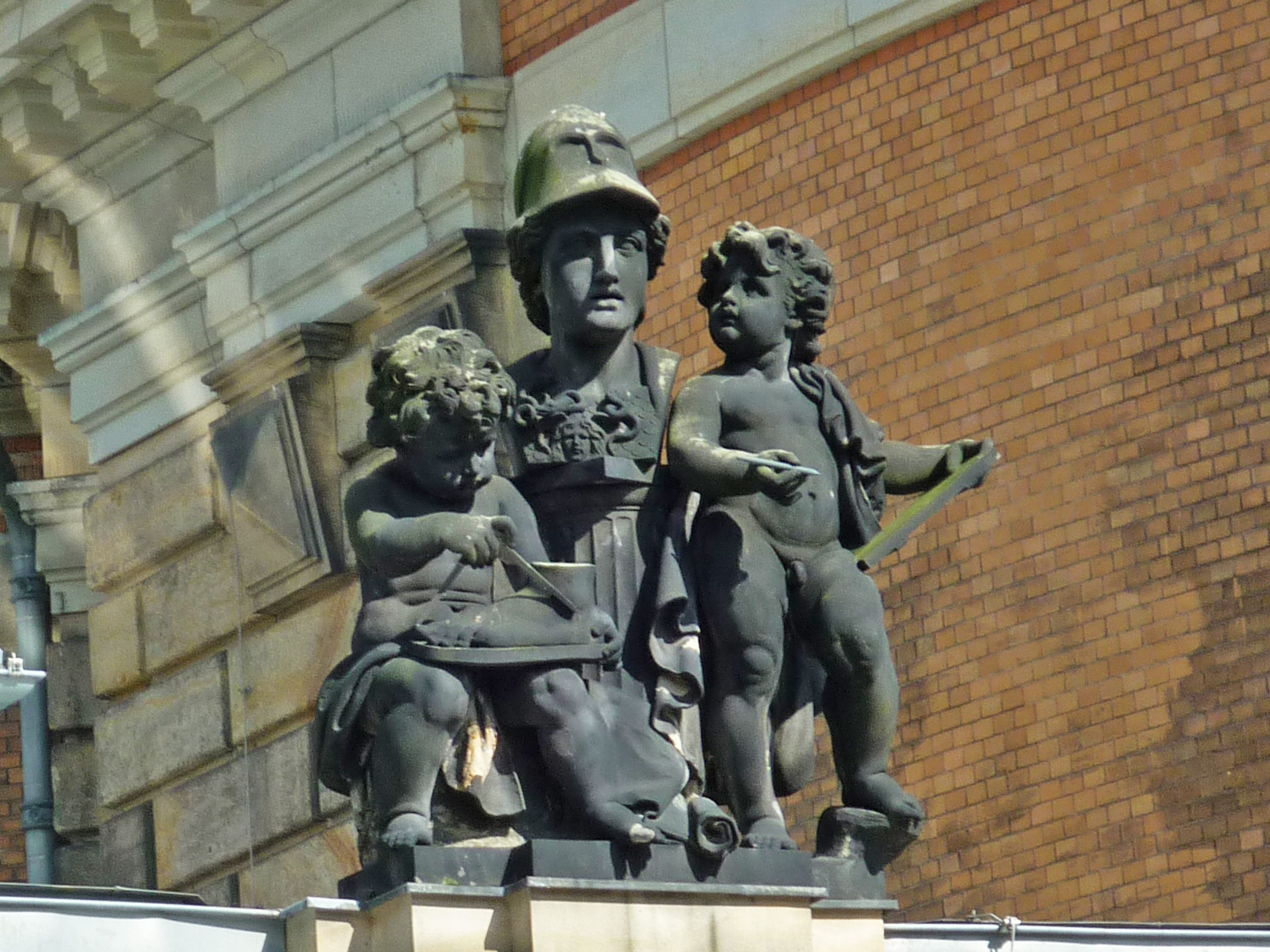
Kunstakademie Dresden, Studie der Antike, 1893
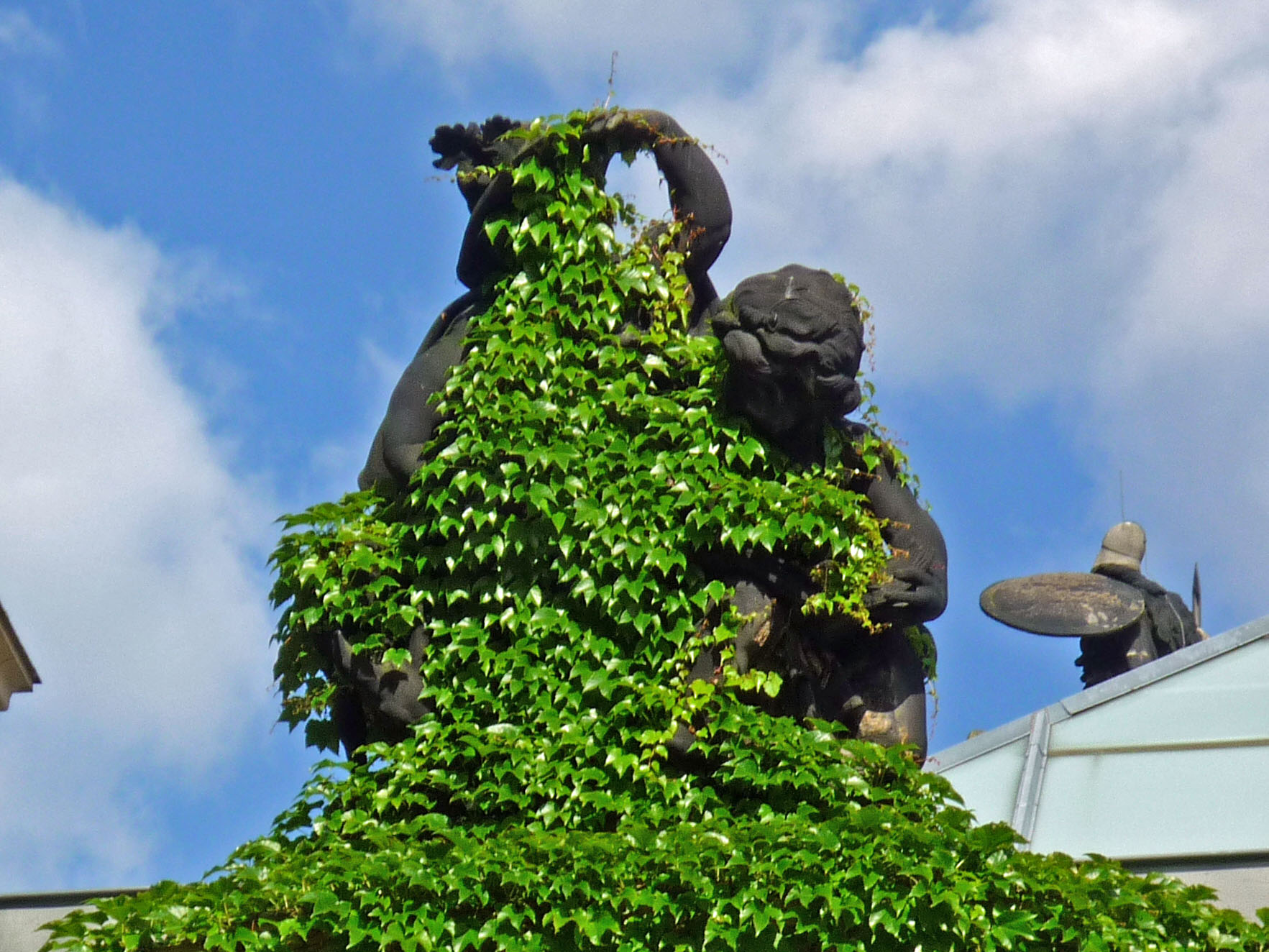
Kunstakademie Dresden, Studie nach der Natur, 1893

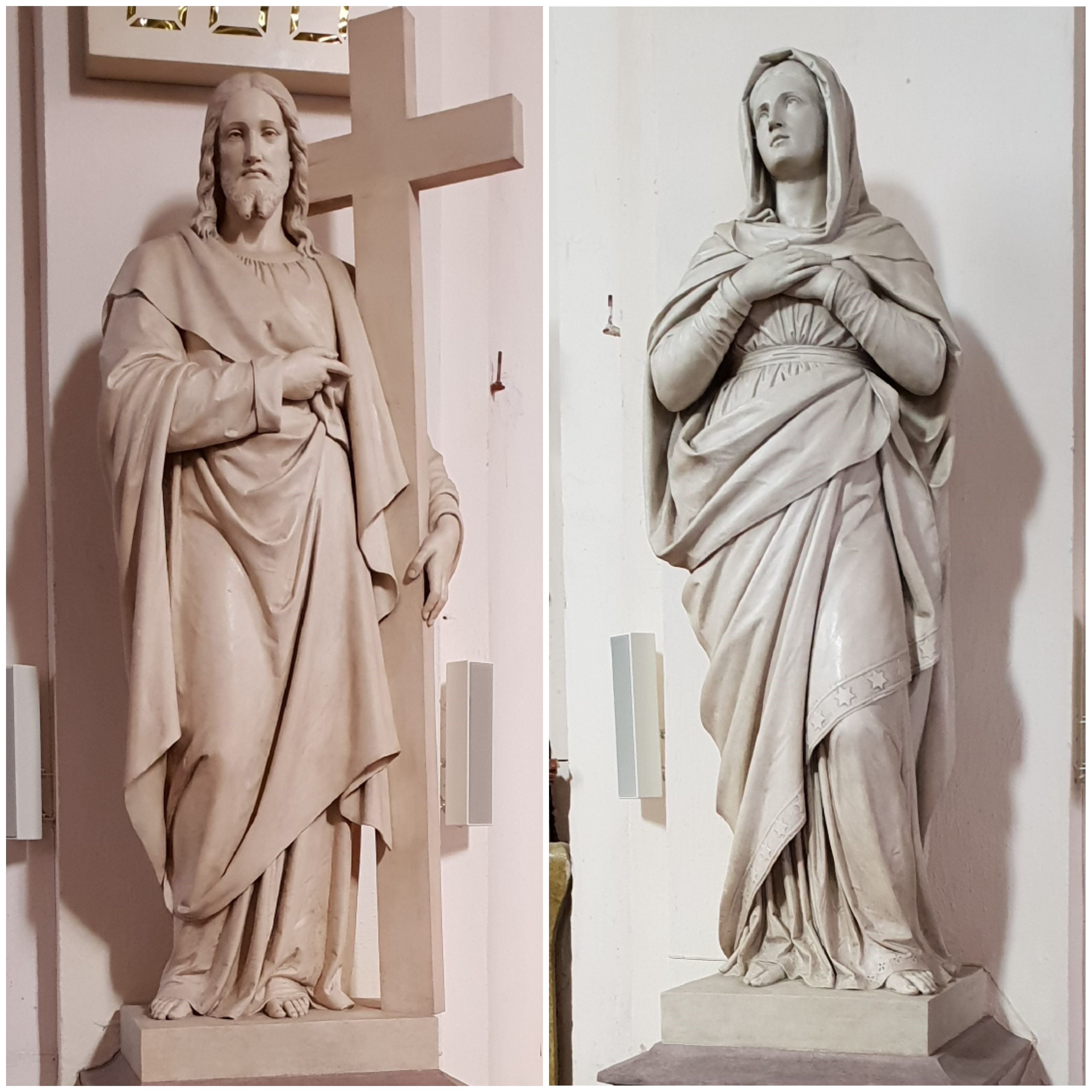
Zwei Statuen Maria & Christus Pfarrkirche St. Bartholomäus Grottau, 1894
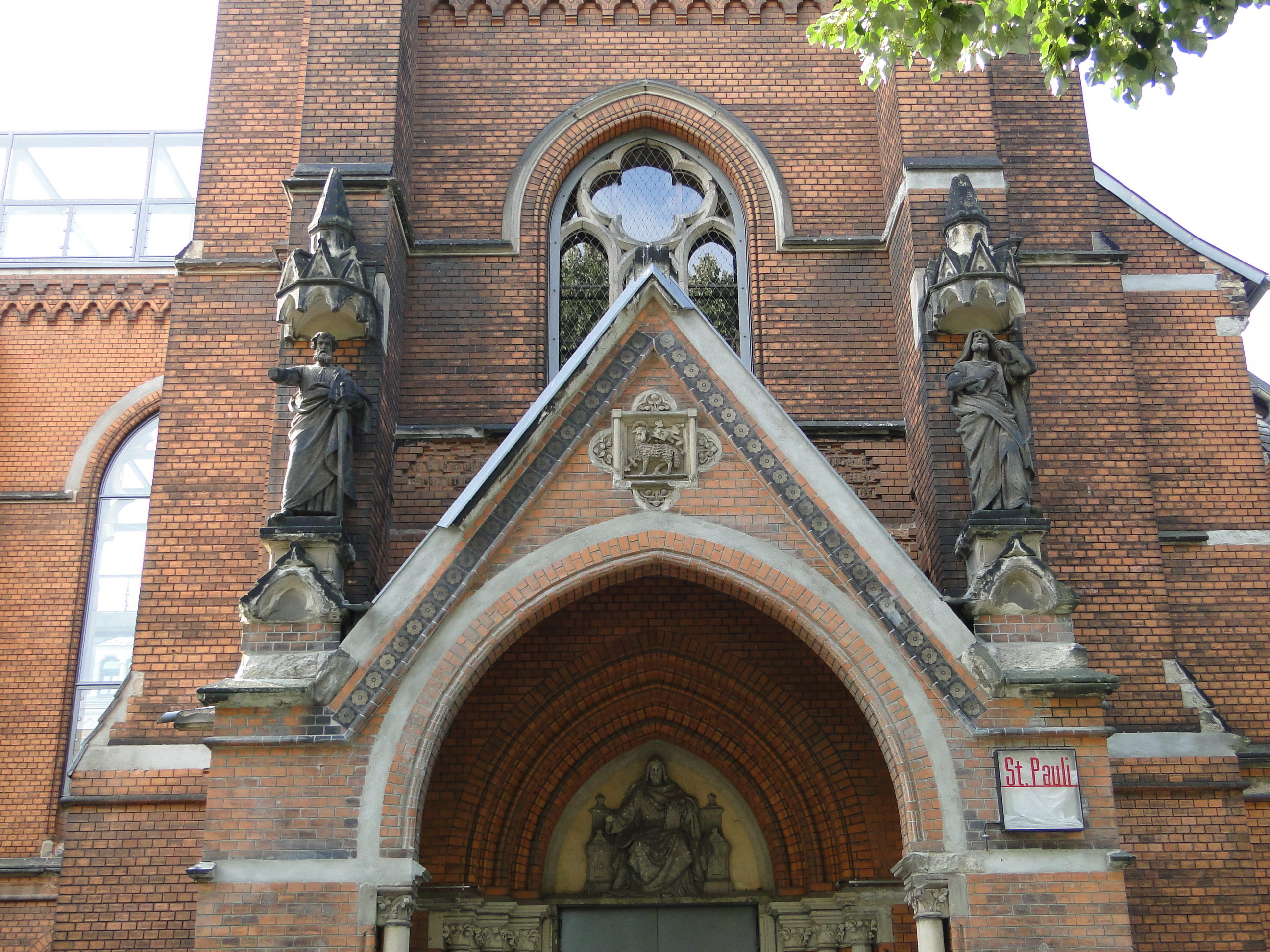
Figuren Paulus und Jesajas, 1894
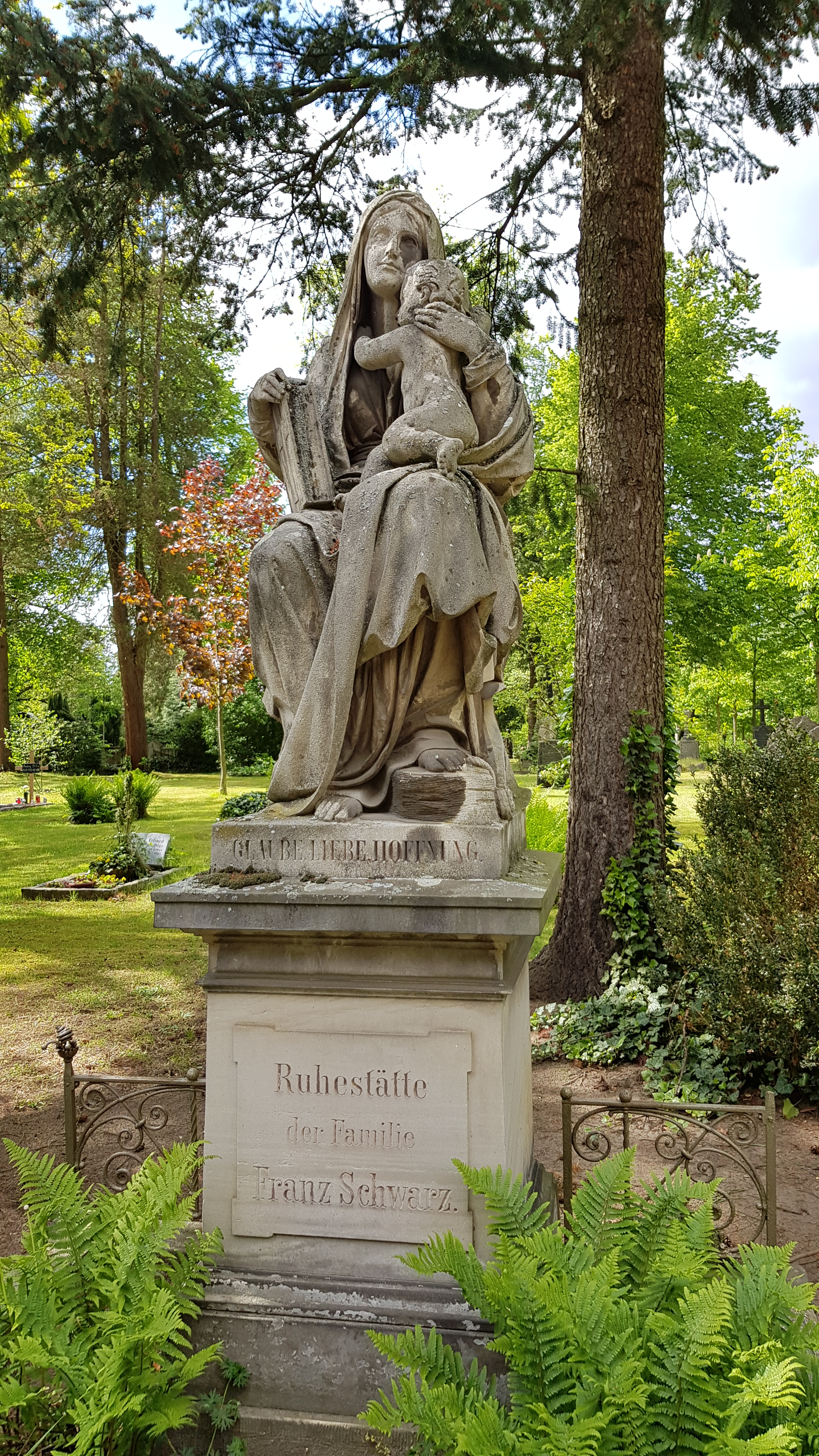
Marienfigur mit Jesuskind, Grab Franz Schwarz, 1904
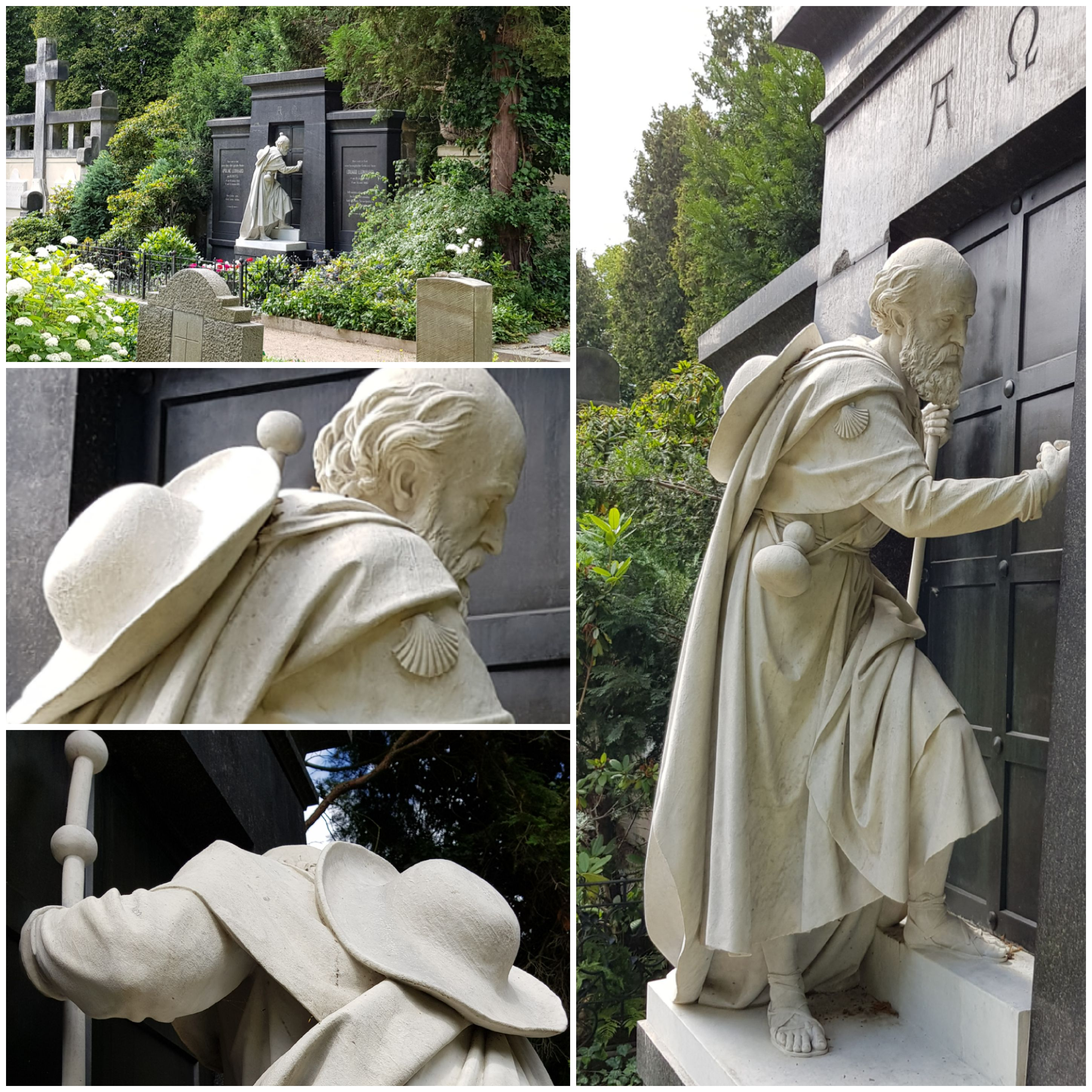
Pilger vor der Himmelstür, 1905

### Werke mit unbekannten Entstehungsjahr
- Zwei klassisch-neugotische Grabmäler Alter Friedhof Grottau: An der Friedhofswand sind zwei Grabmäler mit der Figur des segnenden Christus, welche umrahmt von Säulen und bekrönt von Wimperggiebeln ist. Auf dem unteren Postament ist die Signierung FR. Schwarz.[64] Das Grabmal ist nicht mehr erhalten.
- Zimmermann Gruft – Engelsfigur auf dem Frauenfriedhof in Zittau: Es handelt sich um die ehemalige Zimmermann Gruft. Die Künstlerarbeiten sind noch erhalten.[65]
- Engelsfigur auf dem Friedhof in Reichenau bei Zittau: Es handelt sich um das Leupolt-Engemann Grab. Der Engel ist aus carrarischem Marmor gefertigt. Eine Hand hält das Gewand, die andere streut Rosen.[66]
- Gefesselte Psyche in Kiel: Nach Emmerich Andresen aufgestellt im Museum Thaulow in Kiel.[1] Dieses wurde 1944 bei einem Luftangriff zerstört.
- Büste der Herrn und Frau Sahrer von Sahr auf Schloss Dahlen: Nach Hermann Hultzsch.
- Christusstatue für die Kirche zu Reichenau (heute Bogatynia – Polen): Am Turm befindet sich über dem Haupteingang der Kirche eine 18 Zentner schwere, lebensgroße Christusstatue nach Thorwaldsen ausgeführt von Franz Schwarz. Sie besteht aus pirnaischen Sandstein. Das Werk kostete damals 800 Mark. In der gleichen Kirche hängt am Hauptaltar ein Ölgemälde der unbefleckten Empfängnis Maria seines Bruders Wenzel Schwarz.[67]
- Todenmaske der Mutter der Schwarz Brüder im Heimatmuseum Grottau:[68] Der Verbleib ist unbekannt.

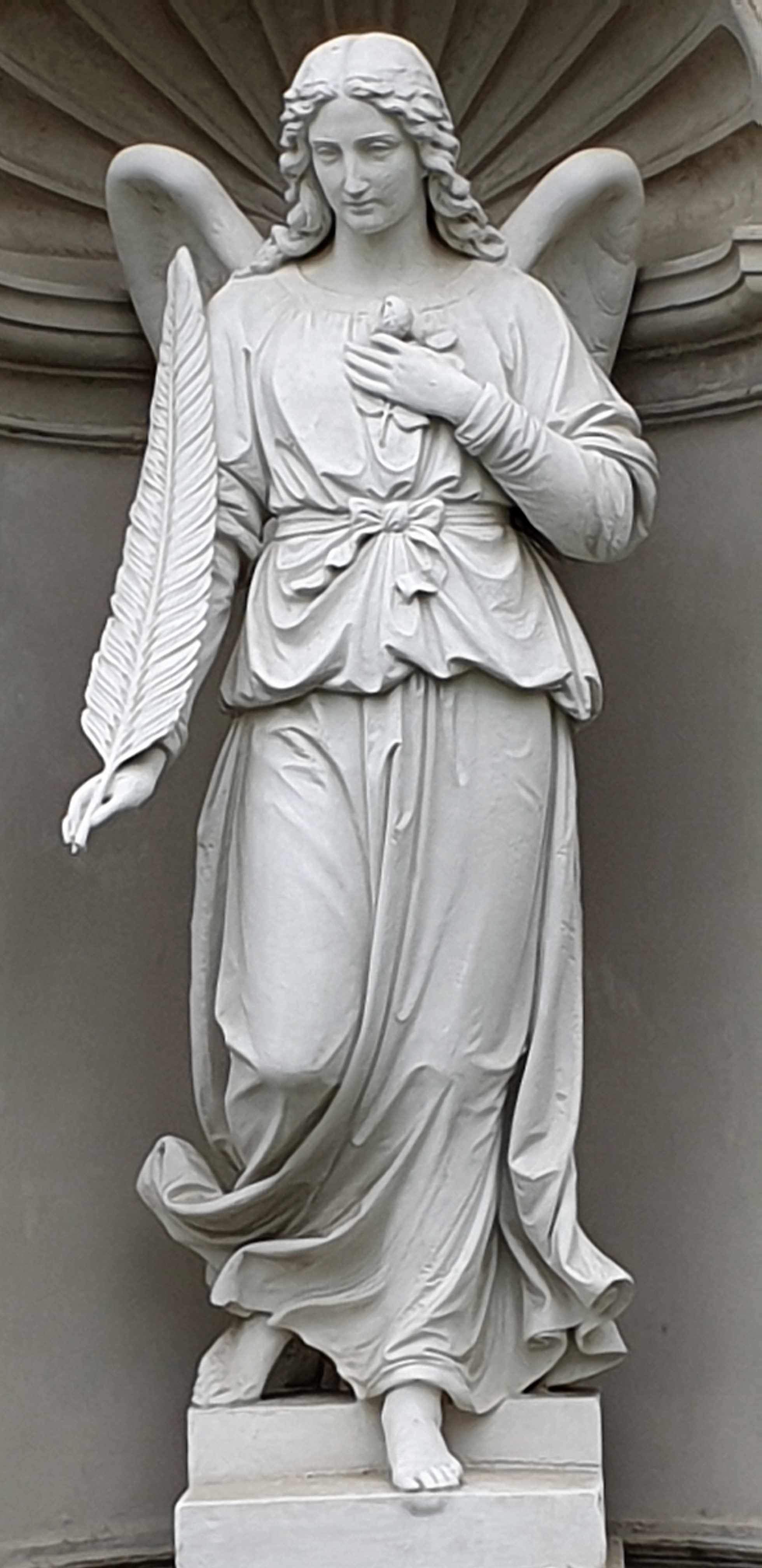
Zimmermann-Gruft